# Valensole
Valensole est une commune française située dans le département des Alpes-de-Haute-Provence, en région Provence-Alpes-Côte d'Azur.
Ses habitants sont appelés les Valensolais.
La commune comptait 3 151 habitants en 2022.

## Géographie

### Localisation

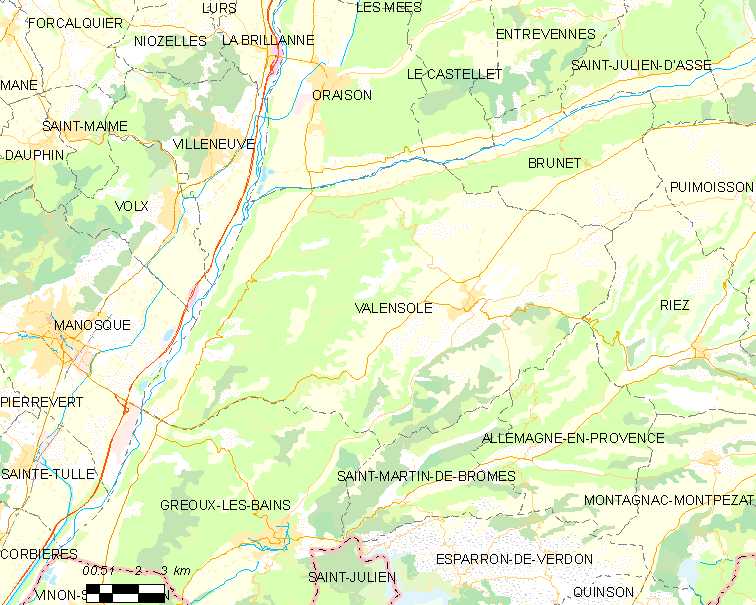
Valensole et les communes voisines (Cliquez sur la carte pour accéder à une grande carte avec la légende).

Le bourg, à 595 m formé en amphithéâtre est situé sur une colline entre le Plateau de Valensole et la vallée de Notre-Dame. La commune est l'une des plus étendues de la région et comporte plusieurs hameaux.

### Communes limitrophes
Les communes limitrophes sont Allemagne-en-Provence, Brunet, Le Castellet, Gréoux-les-Bains, Manosque, Oraison, Riez, Saint-Martin-de-Brômes, Villeneuve et Volx.
Les communes limitrophes de Valensole sont :

### Géologie

Géologie du plateau de Valensole.

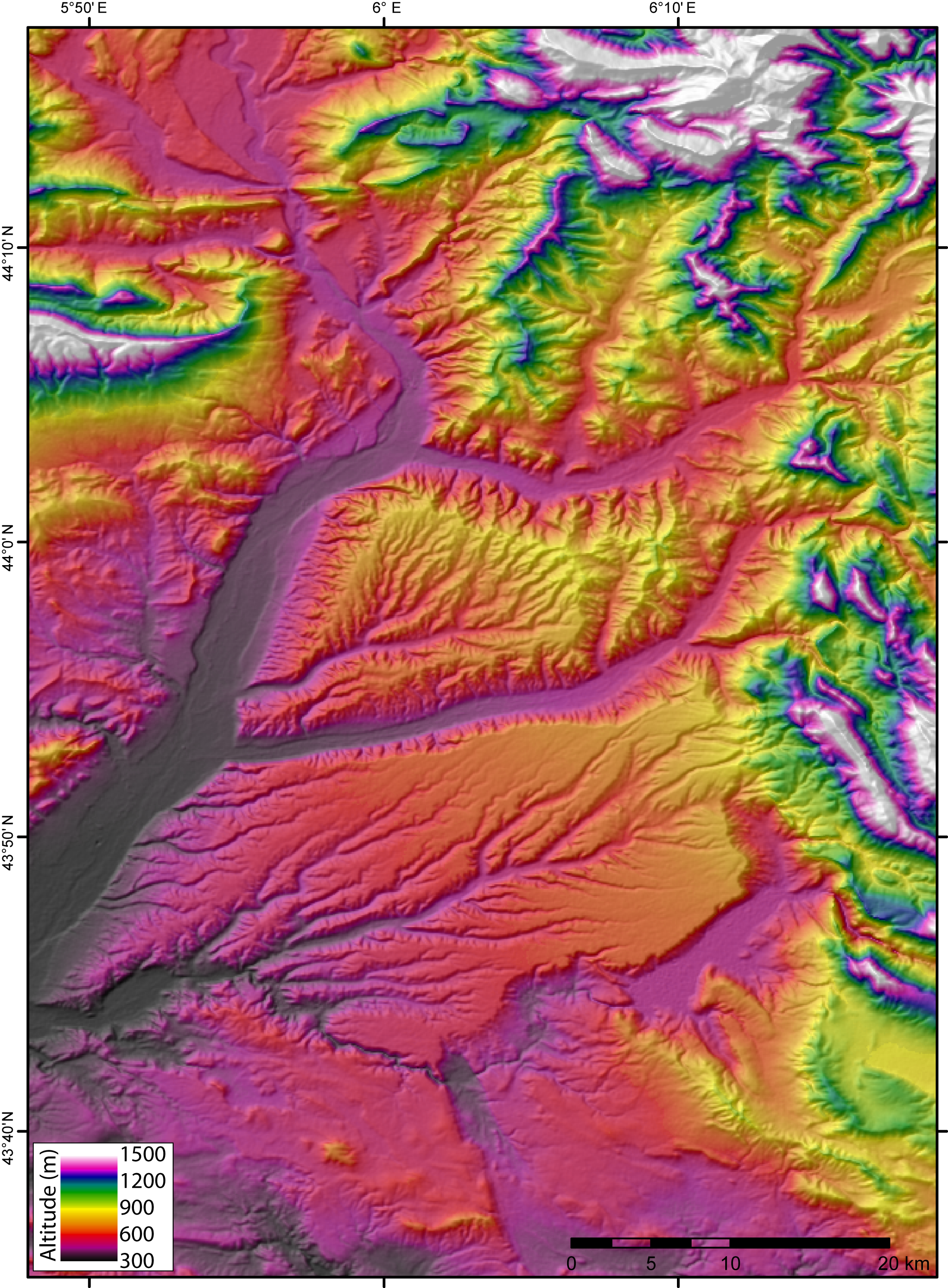
DEM du plateau de Valensole.

Le début de l'ère tertiaire est marqué par le soulèvement pyrénéen entre - 60 et - 40 Ma. Le contrecoup de ce soulèvement forme dans la région de Valensole les grands massifs et petites chaînes montagneuses : Lure, Ventoux, Luberon, Nerthe, Étoile..., orientés est-ouest. Lors du soulèvement pyrénéen, la faille de la Durance s'active. L'ouest s'abaisse et l'est se relève, délimitant une vaste zone fluvio-lacustre : le bassin de Forcalquier, qui reçoit, entre autres, les sédiments venant de la zone est. Il y a quinze millions d'années, les Alpes continuent leur formation. Ces puissants mouvements géologiques accentuent encore les plis est-ouest des chaînes et massifs provençaux. La faille de la Durance se manifeste à nouveau. La zone occidentale se soulève tandis que la zone orientale s'enfonce formant une large dépression dans laquelle se déversent les eaux des ancêtres des torrents venant du sud du massif Estérel-Corso-Sarde. Ces rivières puissantes, alimentées par des phénomènes climatiques violents, transportent des quantités de matériaux : galets, sables, argiles, calcaires solubilisés, qu'elles amènent dans la dépression où ils s'accumulent pour former l'énorme dépôt des poudingues de Valensole, résultat de millions d'années d'érosion en milieu karstique.
Vers - 8 Ma, le massif Estérel-corso-sarde s'effondre, isolant la Corse et la Sardaigne du continent, ce qui modifie profondément le réseau hydrographique. Les rivières de Basse-Provence qui coulaient vers le plateau de Valensole, s’écoulent vers la mer Méditerranée. Le remplissage va se poursuivre pendant encore 5 ou 6 millions d'années. Le vaste dépôt de Valensole est constitué de couches de galets plus ou moins grossiers selon les provenances et les courants. Ces galets sont diversement cimentés entre eux suivant les apports, les compressions, ce qui délimite des couches dures et des couches plus friables. La hauteur de ces dépôts atteint 838 mètres vers Fourevière sur la limite de la commune des Mées et de Puimichel (entre Guillot et les Allemands), et 1 400 mètres sur les hauteurs de Volonne[réf. incomplète]. Sous le poids de cette masse de matériaux, l'écorce terrestre s'enfonce, ce qui provoque des mouvements en bordure du dépôt.
Les couches bougent, basculent, s'affaissent, provoquant flexures et failles. L'accumulation des conglomérats de Valensole s'étale sur 10 millions d'années environ. Vers - 3 Ma, le comblement s'arrête.
Les rivières vont aménager leurs vallées à travers le poudingue et l'érosion pluviale, glaciaire, fluviale, va découper le relief du plateau en formant vallons et collines.

### Hydrographie
Valensole est arrosée par la Durance, limite ouest de la commune, ainsi que par son affluent l'Asse, en limite nord. La commune compte également plusieurs cours d'eau, affluents de la Durance, de l'Asse (Alpes-de-Haute-Provence), et du Verdon.

### Environnement
La commune compte 3 758 ha de bois et forêts, soit 29 % de sa superficie.

### Climat
Pour des articles plus généraux, voir Climat de Provence-Alpes-Côte d'Azur et Climat des Alpes-de-Haute-Provence.
En 2010, le climat de la commune est de type climat méditerranéen altéré, selon une étude du Centre national de la recherche scientifique s'appuyant sur une série de données couvrant la période 1971-2000. En 2020, Météo-France publie une typologie des climats de la France métropolitaine dans laquelle la commune est dans une zone de transition entre le climat de montagne et le climat méditerranéen et est dans la région climatique Provence, Languedoc-Roussillon, caractérisée par une pluviométrie faible en été, un très bon ensoleillement (2 600 h/an), un été chaud (21,5 °C), un air très sec en été, sec en toutes saisons, des vents forts (fréquence de 40 à 50 % de vents > 5 m/s) et peu de brouillards.
Pour la période 1971-2000, la température annuelle moyenne est de 12 °C, avec une amplitude thermique annuelle de 16,4 °C. Le cumul annuel moyen de précipitations est de 776 mm, avec 6,2 jours de précipitations en janvier et 3,5 jours en juillet. Pour la période 1991-2020, la température moyenne annuelle observée sur la station météorologique installée sur la commune est de 13,3 °C et le cumul annuel moyen de précipitations est de 671,6 mm. 
La température maximale relevée sur cette station est de 41,1 °C, atteinte le 28 juin 2019 ; la température minimale est de −10 °C, atteinte le 4 février 2012,,.
| Mois                                  | jan.          | fév.          | mars          | avril           | mai             | juin           | jui.          | août          | sep.          | oct.          | nov.            | déc.            | année     |
| ------------------------------------- | ------------- | ------------- | ------------- | --------------- | --------------- | -------------- | ------------- | ------------- | ------------- | ------------- | --------------- | --------------- | --------- |
| Température minimale moyenne (°C)     | 1,1           | 0,9           | 3,3           | 5,9             | 9,5             | 13,3           | 15,6          | 15,6          | 12,1          | 9,1           | 4,7             | 1,8             | 7,7       |
| Température moyenne (°C)              | 5,3           | 5,9           | 8,9           | 11,7            | 15,6            | 20             | 22,7          | 22,4          | 18,2          | 14,2          | 8,8             | 5,8             | 13,3      |
| Température maximale moyenne (°C)     | 9,5           | 10,9          | 14,5          | 17,5            | 21,7            | 26,7           | 29,8          | 29,3          | 24,2          | 19,3          | 13              | 9,8             | 18,9      |
| Record de froid (°C) date du record   | −7,1 07.01.21 | −10 04.02.12  | −8,1 02.03.05 | −3,4 14.04.1998 | 0,5 06.05.04    | 5,7 12.06.1995 | 8,7 16.07.01  | 8,9 16.08.10  | 3,2 27.09.10  | −0,9 28.10.12 | −6,2 27.11.10   | −9,3 29.12.1996 | −10 2012  |
| Record de chaleur (°C) date du record | 21,5 28.01.08 | 22,1 28.02.19 | 25,3 21.03.02 | 27,8 09.04.11   | 32,3 28.05.1997 | 41,1 28.06.19  | 36,6 31.07.20 | 38,3 23.08.23 | 32,6 04.09.16 | 30 08.10.23   | 21,5 02.11.1996 | 21,8 31.12.21   | 41,1 2019 |
| Précipitations (mm)                   | 44,6          | 35,7          | 42,1          | 64,8            | 64,7            | 50,2           | 33,9          | 50,2          | 55,7          | 75,8          | 96,8            | 57,1            | 671,6     |

| Diagramme climatique                                  |             |             |             |             |              |              |              |              |             |           |            |
| J                                                     | F           | M           | A           | M           | J            | J            | A            | S            | O           | N         | D          |
| 9,51,144,6                                            | 10,90,935,7 | 14,53,342,1 | 17,55,964,8 | 21,79,564,7 | 26,713,350,2 | 29,815,633,9 | 29,315,650,2 | 24,212,155,7 | 19,39,175,8 | 134,796,8 | 9,81,857,1 |
| Moyennes : • Temp. maxi et mini °C • Précipitation mm |             |             |             |             |              |              |              |              |             |           |            |

Les paramètres climatiques de la commune ont été estimés pour le milieu du siècle (2041-2070) selon différents scénarios d'émission de gaz à effet de serre à partir des nouvelles projections climatiques de référence DRIAS-2020. Ils sont consultables sur un site dédié publié par Météo-France en novembre 2022.

## Urbanisme

### Typologie
Au 1er janvier 2024, Valensole est catégorisée bourg rural, selon la nouvelle grille communale de densité à 7 niveaux définie par l'Insee en 2022.
Elle appartient à l'unité urbaine de Valensole, une unité urbaine monocommunale constituant une ville isolée,. Par ailleurs la commune fait partie de l'aire d'attraction de Manosque, dont elle est une commune de la couronne,. Cette aire, qui regroupe 30 communes, est catégorisée dans les aires de 50 000 à moins de 200 000 habitants,.

### Occupation des sols

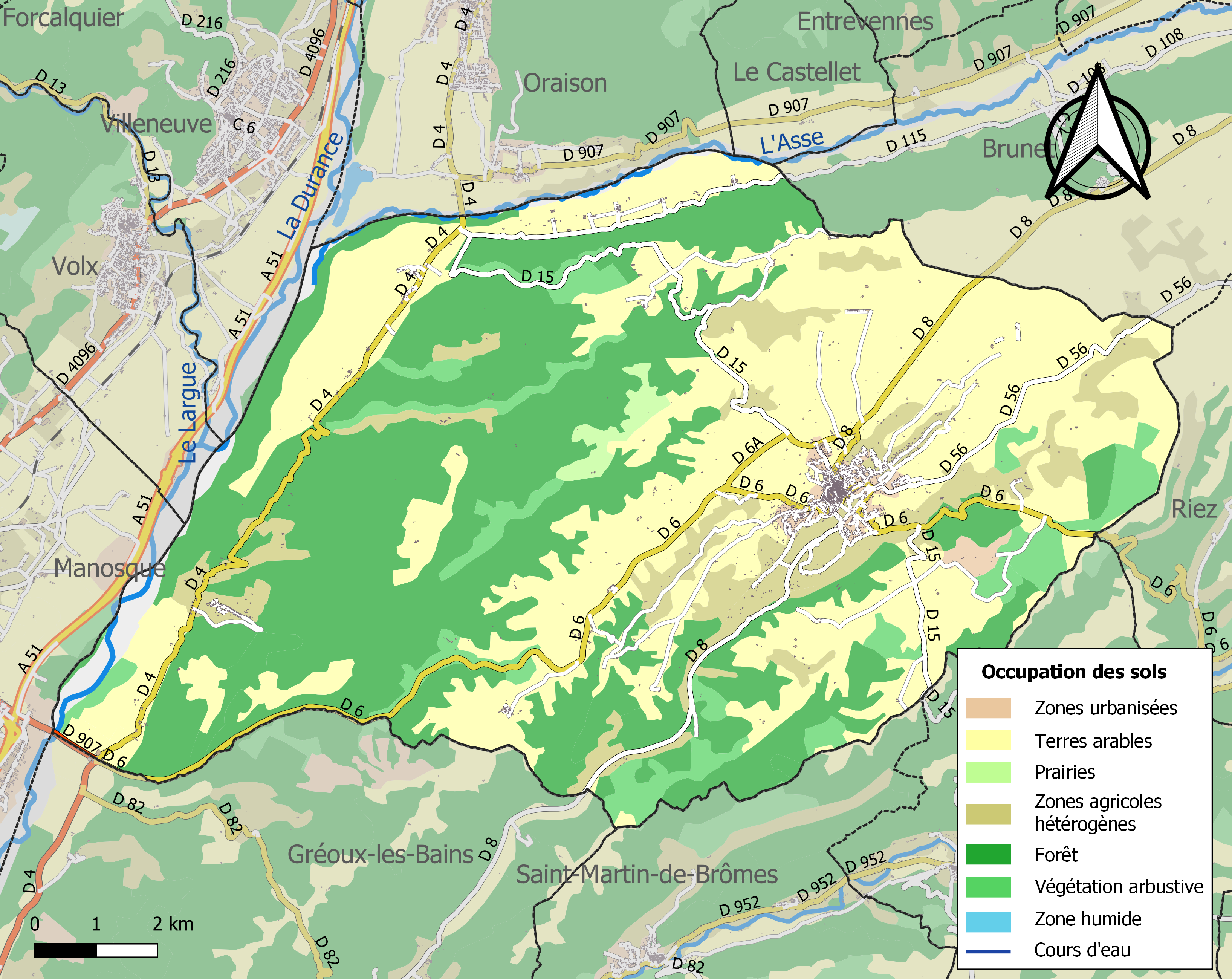
Carte de l'occupation des sols de la commune en 2018 (CLC).

L'occupation des sols de la commune, telle qu'elle ressort de la base de données européenne d’occupation biophysique des sols Corine Land Cover (CLC), est marquée par l'importance des territoires agricoles (51,1 % en 2018), en diminution par rapport à 1990 (52,5 %). La répartition détaillée en 2018 est la suivante : terres arables (40,6 %), forêts (39,2 %), zones agricoles hétérogènes (9,5 %), milieux à végétation arbustive et/ou herbacée (6,5 %), espaces ouverts, sans ou avec peu de végétation (1,7 %), zones urbanisées (1,2 %), prairies (0,7 %), zones industrielles ou commerciales et réseaux de communication (0,3 %), cultures permanentes (0,3 %).
L'évolution de l’occupation des sols de la commune et de ses infrastructures peut être observée sur les différentes représentations cartographiques du territoire : la carte de Cassini (XVIIIe siècle), la carte d'état-major (1820-1866) et les cartes ou photos aériennes de l'IGN pour la période actuelle (1950 à aujourd'hui).

### Hameaux
En dehors du village, plusieurs hameaux sont présents sur la commune :
- Grand Arlane
- Mas Saint-Andrieux
- Chante-Galet
- Val d'Asse
- la Combe
- Villedieu
- la Fuste
- Saint Grégoire
- Bel Air
- le Bars
- les chabrands

### Village perché

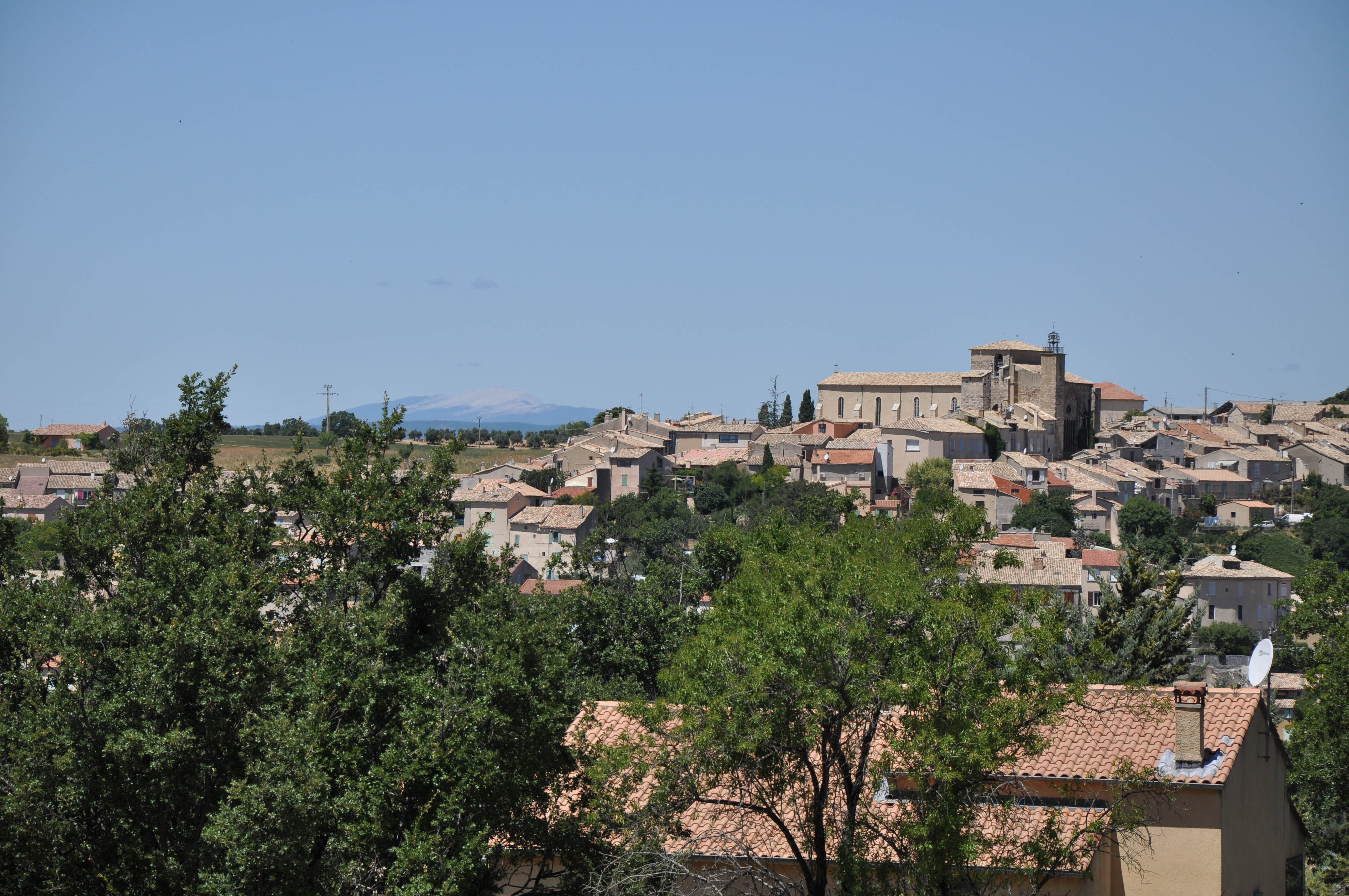
Valensole, village perché.

Ce type d'habitat est considéré comme typiquement provençal, il est surtout typiquement méditerranéen. Ces villages sis sur leur « acropole rocheuse », qui ont gardé leur aspect médiéval, forment par l'orientation des façades de leurs maisons – vers la vallée ou la voie de communication – un véritable front de fortification.
Fernand Benoit souligne leur origine quelques fois préhistorique en signalant que Cicéron, à propos des Ligures qui peuplaient la région, les dénomme castellani, c'est-à-dire habitants des castellas (Brutus, LXXIII, 256). Ces villages perchés se trouvent essentiellement dans les zones collinaires dont le terroir est pauvre en alluvions et où l'eau est rare.
De plus, ce groupement en communauté refermée sur elle-même correspond à des régions de petites propriétés, où les seules terres fertiles se situent au fond de quelques vallons, et ce regroupement a facilité l'existence d'un artisanat rural indispensable aux villageois (charron, forgeron, etc.). A contrario, l'habitat dispersé implique de grands domaines qui tendent à vivre en autarcie. D'où la loi émise par Fernand Benoit : « La misère groupe l'habitat, l'aisance le disperse ».

### Voies de communication et transports

#### Services autocars

##### Lignes intercommunales
La ville est reliée par une ligne intercommunale du réseau Trans'Agglo :
| Ligne | Tracé                         |
| ----- | ----------------------------- |
| 133   | Brunet ↔ Valensole ↔ Manosque |

##### Lignes scolaires
Des lignes de transports scolaires ont été mises en place pour rallier le collège de Riez ainsi que les lycées et collèges de Manosque. Ces lignes sont financées par la communauté d'agglomération Durance Luberon Verdon au travers du réseau Trans'Agglo. En plus des lignes existantes du réseau, une autre a été rajoutée.
| Ligne | Tracé                                  |
| ----- | -------------------------------------- |
| 141 S | Valensole ↔ Brunet ↔ Puimoisson ↔ Riez |

### Risques naturels et technologiques
Aucune des 200 communes du département n'est en zone de risque sismique nul. Le canton de Valensole est en zone 2 (sismicité moyenne, la plus élevée de France métropolitaine) selon la classification déterministe de 1991, basée sur les séismes historiques, et en zone 4 (risque moyen) selon la classification probabiliste EC8 de 2011. La commune de Valensole est également exposée à trois autres risques naturels :
- feu de forêt ;
- inondation (dans les vallées de la Durance et de l’Asse) ;
- mouvement de terrain : la commune est presque entièrement concernée par un aléa moyen à fort[24].

La commune de Valensole est de plus exposée à deux risques d’origine technologique :
- celui de transport de matières dangereuses, par route et canalisation :
  - la départementale RD 6 peut être empruntée par les transports routiers de marchandises dangereuses[26] ;
  - le gazoduc servant à alimenter Digne en gaz naturel traverse la commune et constitue donc un facteur de risque supplémentaire[27] ;
- celui de rupture de barrage. En cas de rupture du barrage de Serre-Ponçon, toute la frange ouest de la commune, située dans la vallée de la Durance, serait recouverte par l’onde de submersion sous plusieurs mètres d’eau[28],[29].

Aucun plan de prévention des risques naturels prévisibles (PPR) de la commune n’existe ; le plan des surfaces submersibles, datant de 1961, en fait office et le Dicrim n’existe pas.
La commune a été l’objet de plusieurs arrêtés de catastrophe naturelle pour des inondations et des coulées de boue : en 1987, 1992, 1994 (deux fois), 2004 et 2008. Le 4 août 2004, un orage violent cumule 82 mm de précipitations en 3 heures

## Toponymie
Le nom du village, tel qu’il apparaît la première fois en 909 (Valentiolam), est tiré du nom de Valence, avec le suffixe diminutif -ola.
Valensole, en latin Valensolia (qui est aussi écrit Valenzolia et Valentiola selon les scribes et les époques), est situé sur le versant d'une colline, à 45 kilomètres au sud-sud-est de Digne. D’autres étymologies proposées font dériver son nom, soit de Vallis solis, à cause de son exposition au sud-est ; soit autres de Variancense solum, terre des Variacens, qui seraient un peuple gaulois ou ligure. Ces derniers apportent en preuve et la domination provençale[pas clair] Varensoro, et des actes où l'on trouve Valensole. Ce dernier sentiment ne peut qu'être préféré, si on remarque la belle vallée qui se déroule au pied de la ville, s'appelait jadis ager Variancensis, nom que portait aussi le pagus.
Le village s'appelle Valençòla en provençal selon la norme classique et Valensolo selon la norme mistralienne.

## Histoire

### Antiquité
À l'époque gallo-romaine, un village, se situait à l'extrémité de la vallée dans le quartier d'Arlane. On y a retrouvé des fragments de colonnes de granit gris, et les ruines d'anciennes bâtisses occupant une vaste superficie, et des monnaies de la république marseillaise, de la République romaine et de l’Empire. On y a aussi mis au jour des tombeaux et des lampes sépulcrales. Ce village fut détruit par le feu, peut-être par une invasion barbare. Les habitants se retirèrent alors sur la colline voisine pour s’y fortifier.
La découverte la plus remarquable du XIXe siècle est un vase de céramique, d'une contenance de 150 litres environ. Sur le bord de ce dolium, se trouve marqué le chiffre XVII. Ce vase est le seul qui ait été trouvé entier, parmi une grande quantité de fragments d'urnes semblables.
La Voie Domitienne (voie prétorienne, via prætoriana) partant de Cimiès, et passant par Glandèves, Annot, Vergons, Castellane, Moustiers, Riez, Valensole, Saint-Tulle, Monfuron, et Cereste, aboutissait à Apt. Cette voie reliait les trois colonies Romaine de Cimiès, de Riez, et d'Apt. Des bornes milliaires se retrouvant sur la D8 et la D4 confirment la présence de cette ancienne voie.

### Moyen Âge
Le cimetière de la Baisse Sainte-Anne, établi sur une butte au nord du village, a été fouillé dans les années 2000. C’est d’abord une nécropole de l’Antiquité tardive, qui est utilisée jusqu’au VIe siècle. Elle témoigne des changements culturels assez rapides de la population de Valensole : alors que pendant la fin de l’Antiquité, elle conserve des rites païens (offrandes dans les tombes), les morts des Ve et VIe siècles sont inhumés tout habillés, ce qui permet de constater que les habitants de Valensole ont adopté rapidement l’habitude de se vêtir à la mode mérovingienne. Pour cette période, la faible représentation des hommes et des adultes âgés pourrait être une conséquence de la peste justinienne.

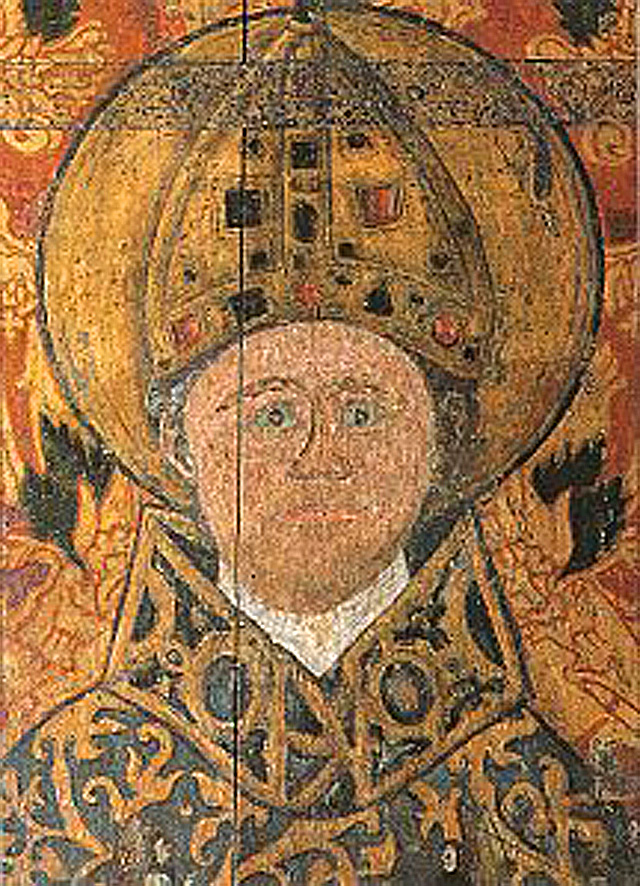
Dom Mayeul, abbé de Cluny.

Plus tard, à la fin du Ier millénaire, les comtes de Provence possédaient en domaine direct la moitié de la terre de Valensole, tandis que l'autre moitié appartenait à des seigneurs. L’un d’eux, seigneur de la moitié de la ville, mourut en laissant un fils unique, Mayeul. Jeune seigneur, après la mort de ses parents, il se retire à Mâcon ou il est fait chanoine, puis archidiacre, enfin élu au siège de Besançon. Pour se soustraire à la dignité épiscopale, il alla secrètement s'enfermer au monastère de Cluny, dont il fut plus tard élu abbé. Mayeul en renonçant au monde avait cédé tous ses droits seigneuriaux dans Valensole au comte Guillaume Ier de Provence, ne se réservant que sa maison natale, et l'église du lieu, afin d'y établir une communauté de son ordre. En 990, le comte meurt et lègue à l’abbaye de Cluny le fief de Valensole, qui y installe un prieuré. L’ordre de Cluny devient dès lors seigneur en partie de cette ville. Il y était représenté par les religieux que saint Mayeul y avait déjà institués. Pour donner à cette nouvelle maison tout le développement et la stabilité nécessaires, Odilon de Mercœur, successeur de Mayeul, transigea avec Alméralde, évêque de Riez, en l'an 1010. Moyennant un don de 90 sous en or, et une redevance annuelle et perpétuelle de 27 deniers en faveur de l'évêché, l’évêque céda à l'abbaye de Cluny l'église paroissiale Saint-Maxime-de-Riez, avec les offrandes et les dîmes. L'abbaye de son côté s'obligea d'entretenir dans le monastère de Valensole cinq religieux soumis à un prieur, et chargés de l'office divin comme dans les églises collégiales, et d'entretenir de plus, pour l'administration des sacrements, un nombre de prêtres séculiers nommés par l'évêque diocésain. À cette époque, des lieux-dits comme Aubanet, hameau abandonné au nord-est du village, ou les Marges au sud-ouest sont déjà habités et cités dans des textes (en 909).
Au XIe siècle, une motte castrale est élevée au lieu-dit la Moutte.
Au Moyen Âge, Le Bars (signalé au début du XIe siècle dans les chartes) et Villedieu (également signalé dès 1037) formaient deux communautés indépendantes. Leurs églises paroissiales, toutes deux sous l’invocation de Sainte-Madeleine, avaient aussi été données à l’abbaye de Cluny au début du XIe siècle. Ces deux communautés, qui comptaient respectivement 14 et 31 feux en 1315, sont fortement dépeuplées par la crise du XIVe siècle (Peste noire et guerre de Cent Ans) et annexées par celle de Valensole au XVe siècle.
Un petit terroir, celui de Septem Fontes (Font Sainte), appartenait à l’abbaye Saint-Victor de Marseille.

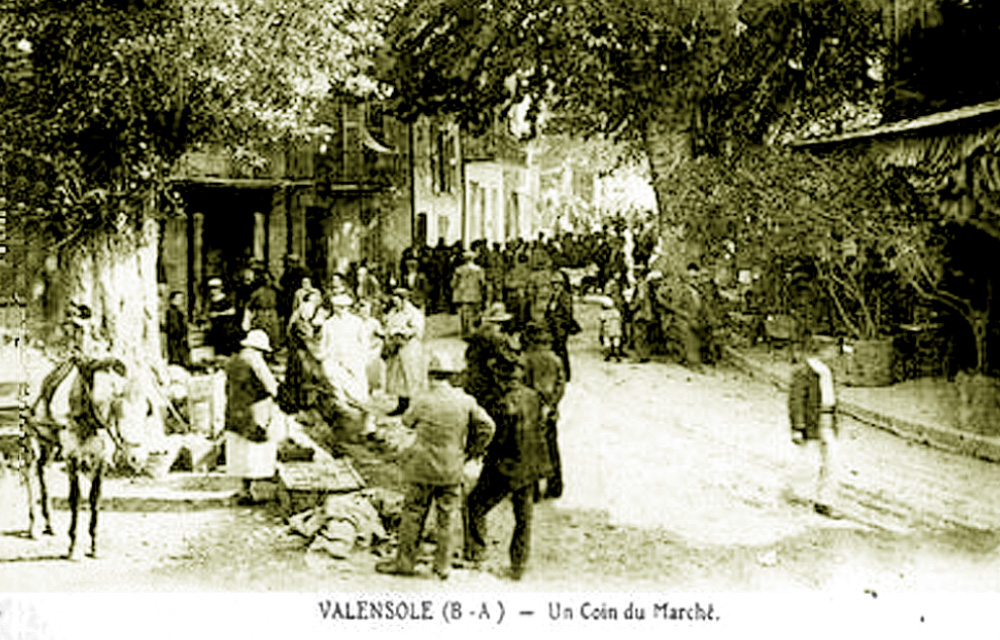
Le marché de Valensole au début du XXe siècle sur le site de l'ancienne foire.

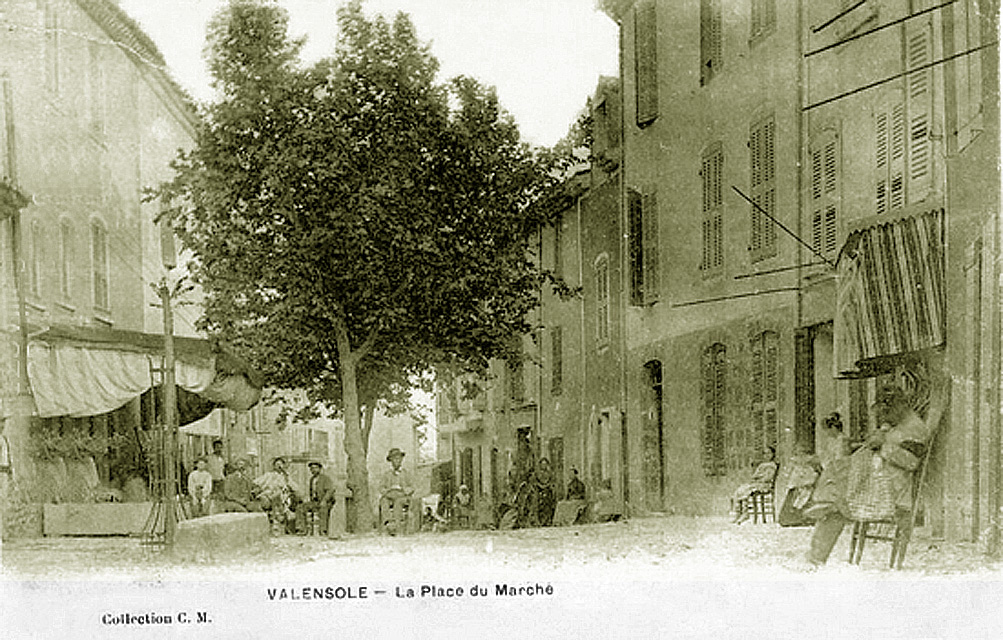
La place du marché, site de l'ancienne foire.

Bien située à un carrefour entre moyenne Durance, Moustiers et Digne, et dans un terroir fertile, Valensole accueille une foire à partir de 1282, foire qui se maintient jusqu’à la fin de l’Ancien Régime. Cette foire jouait le rôle de marché de redistribution régional et confirme que Valensole avait à l'époque le rayonnement d'une capitale régionale. Un péage était également établi dans la ville, ainsi qu’au village de Villedieu, sur la route longeant la Durance et reliant Aix et Sisteron,.
Les Juifs étaient présents à Valensole : en 1305, leur petite communauté juive comptait 2 feux. Ici comme partout ailleurs, leur religion leur attirait de la part des habitants des vexations et des inquiétudes. Le prince[Qui ?] déclare prendre les Israélites sous sa protection ; il défend de les inquiéter dans leur usages et leur pratiques.
Dans les premiers jours du mois de janvier de l'an 1296, les États de Provence se tiennent à Valensole. Le but de cette réunion est inconnu. Charles II d'Anjou venait à peine de conclure la paix qui mettait un terme à une trop longue guerre. Une des conditions de cette paix étant le mariage de sa fille Blanche avec Jacques d’Aragon. Cet événement, étant le nombre des six cas impériaux, autorisait la demande d'un subside extraordinaire de la part de la Provence.
Le 2 avril 1297, le roi Charles II céda à l'abbaye de Cluny la moitié de la juridiction qu'il possédait encore à Valensole. Il ajouta à ce don la juridiction des châteaux du Bars et de Villedieu qui lui appartenaient. Ces cessions conférèrent ainsi aux abbés de Cluny la presque totalité de la seigneurie de ce lieu. Mais nonobstant cela, les habitants de Valensole et les successeurs même de Charles II opposèrent des résistances presque continuelles à l'exercice de la haute et basse justice que s'arrogeaient les abbés de Cluny. Fatigué de ces contestations le roi Louis II envoya Jean de Sade à Valensole en 1408 avec plein pouvoir de les terminer. Par une transaction de l'année suivante, qui fut ensuite confirmée aux abbés de Cluny, les comtes renonçaient à tous leurs droits sur la terre de Valensole. Enfin en 1475, le roi René ajouta à ces privilèges la concession des droits de régale.

### Époque moderne

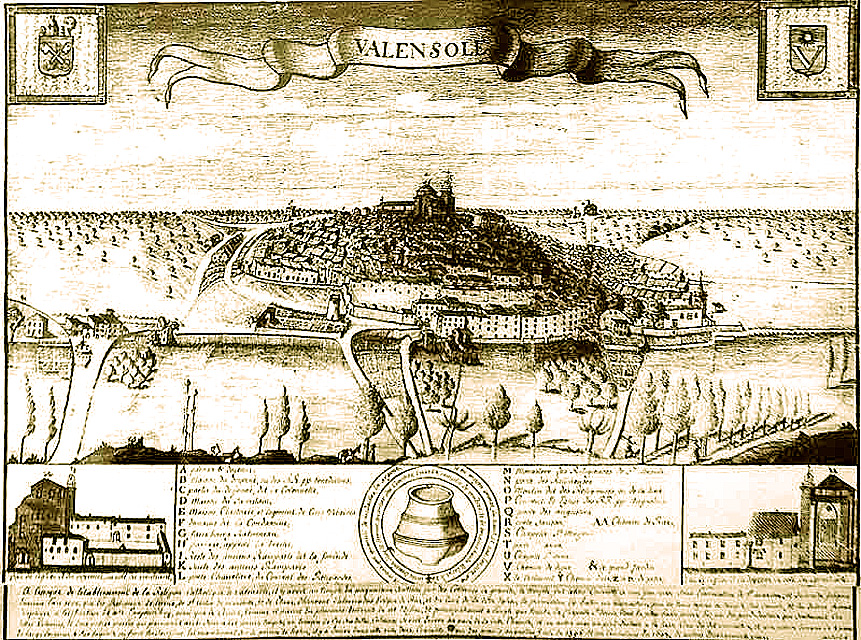
Valensole, lithographie du XVIIIe siècle.

Plusieurs habitants se convertissent au protestantisme au XVIe siècle, ce qui provoque une réaction hostile chez certains adeptes du catholicisme. Quelques mois après le massacre de la Saint-Barthélemy parisien, le 26 novembre 1572, le tocsin est sonné, et une émeute anti-huguenote se déclenche, se soldant par la mise à mort de l’un d’entre eux, l’expulsion des protestants et le pillage de leurs maisons.
Le prince Armand de Bourbon-Conti donna à la communauté de Valensole, en 1664, un capital de 1 500 livres pour servir à l'augmentation des honoraires des régents du collège. Cet établissement, que les évêques de Riez protégeaient, se maintient jusqu'en 1789.
La peste se déclara à Riez dans les premiers jours de juillet de l'an 1629, et à Valensole en 1632 (fin le 8 décembre). Un hôpital des pestiférés avait été établi dans le quartier de la Trinité, où la majorité des victimes y a été inhumée. Une procession annuelle et votive est célébrée chaque 8 décembre. De nos jours, cette procession a été fixée au dimanche de la Très-Sainte Trinité. Une messe y est chantée dans la chapelle de ce quartier. Un grand pique-nique s'y déroulait encore au XIXe siècle.
Les États de Provence siègent à Valensole en 1629 et 1630.
Un bureau de la poste royale est installé à Valensole sous l’Ancien Régime. L'habitat est alors très dispersé : sur les 3 117 habitants de la communauté, seuls 686 sont au village de Valensole. La communauté compte encore 76 bastides, et 56 maisons dans 7 hameaux.
À la veille de la Révolution, la ville compte une loge maçonnique, Saint-Jean-d’Écosse de l’unité affiliée à la loge de Saint-Jean d’Écosse de Marseille,.

### Révolution française
La société patriotique de la commune fait partie des 21 premières créées dans les Basses-Alpes, avant juin 1792. En 1792-1793, la section de est contrôlée par les fédéralistes. En relations avec la section de Marseille, elle diffuse les idées des Girondins, jusqu’à leur proscription le 31 mai 1793 et l’écrasement de l’insurrection fédéraliste en juillet.
Lors de la Révolution française, le fait que l’amiral de Villeneuve continue de faire carrière, et que son frère l’abbé Jean-Baptiste de Villeneuve soutienne le nouveau régime (il est le premier évêque de Digne constitutionnel, élu en 1791) poussa la noblesse locale à ne pas émigrer, et leur permit donc de ne pas perdre leurs biens (les biens des émigrés étaient déclarés biens nationaux). En conséquence, la classe des ouvriers agricoles et petits fermiers, qui ne put profiter de leur vente, resta pauvre et constitua un soutien fort au Front populaire. Elle s’engagea également fortement dans la Résistance intérieure française.
Le collège de garçons ferme à la Révolution, ainsi que le pensionnat de jeunes filles des Ursulines.

### Époque contemporaine

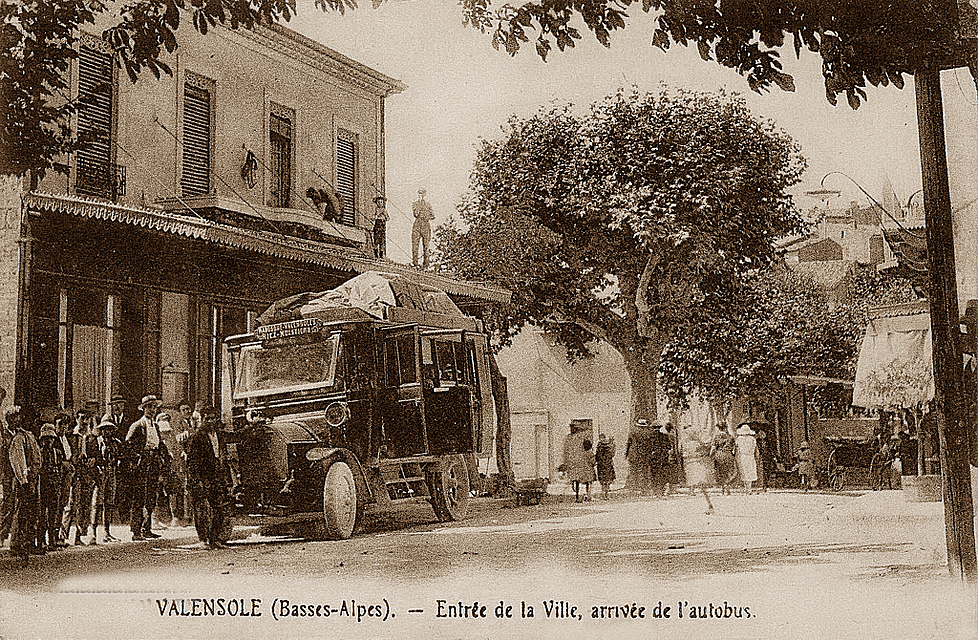
L'autobus à l'entrée de Valensole au début du XXe siècle.

#### Second Empire et Troisième république
Le coup d'État du 2 décembre 1851 commis par Louis-Napoléon Bonaparte contre la Deuxième République provoque un soulèvement armé dans les Basses-Alpes, pour défendre la République. Après l’échec de l’insurrection, une sévère répression poursuit ceux qui se sont levés pour défendre la République : 71 habitants de Valensole sont traduits devant la commission mixte, la majorité étant condamnés à la déportation en Algérie.
Comme de nombreuses communes du département, Valensole se dote d’une école bien avant les lois Jules Ferry : en 1863, elle en possède déjà une qui dispense une instruction primaire aux garçons, au chef-lieu
. La même instruction est donnée aux filles, la loi Falloux (1851) imposant l’ouverture d’une école de filles aux communes de plus de 800 habitants. La commune profite des subventions de la deuxième loi Duruy (1877) pour construire quatre écoles neuves, au chef-lieu, et aux hameaux du Bars, des Chabrands et de Saint-Grégoire.

#### Seconde guerre mondiale
La Libération de Valensole est marquée par le passage d’une colonne de la 36e division d’infanterie (US), le matin du 18 août 1944, venant de Riez et se dirigeant sur la vallée de la Durance.
La commune a été décorée, le 11 novembre 1948, de la Croix de guerre 1939-1945.

### Faits divers

#### Affaires criminelles
En décembre 1928, l'affaire de Valensole, généralement dénommée Tuerie de Valensole par la presse de l'époque, défraye la chronique judiciaire. Il s'agit du meurtre de cinq personnes dont deux jeunes enfants dans une ferme isolée mais non loin du bourg central. Deux personnes (Jules Ughetto et Stefan Mucha Witkowski) sont appréhendés par la gendarmerie dans le département du Gard. Jugé et condamné à la peine capitale, Jules Ughetto sera guillotiné à Digne-les-Bains en janvier 1930, son complice Mucha Witkowski, mineur au moment des faits, condamné à 20 ans de bagne.

#### Observation d'un OVNI
La commune est connue dans le milieu ufologique. En 1965, un agriculteur affirma avoir observé un OVNI et 2 êtres humanoïdes. Ses affirmations ont été réfutées par Dominique Caudron.

## Politique et administration

### Intercommunalité
Valensole fait partie :
- de 2009 à 2013, de la communauté de communes Luberon Durance Verdon ;
- depuis le 1er janvier 2013, de la communauté d'agglomération Durance Luberon Verdon.

### Liste des maires
| Période                                  | Période                       | Identité                     | Étiquette                    | Qualité |
| ---------------------------------------- | ----------------------------- | ---------------------------- | ---------------------------- | --- |
| Les données manquantes sont à compléter. |                               |                              |                              | |
| 1923                                     | 1940                          | Albert Richaud               | SFIO                         | Huissier de justice Conseiller général de Valensole (1925 → 1940)                                           |
| Les données manquantes sont à compléter. |                               |                              |                              | |
| 1944                                     | 1967                          | Albert Richaud,              | Résistant SFIO               | Huissier de justice retraité, ancien résistant Conseiller général de Valensole (1925 → 1940 et 1945 → 1967) |
| ?                                        | ?                             | Georges de Salve (1900-1975) | DVD                          | Exploitant agricole Conseiller général de Valensole (1967 → 1973)                                           |
| Les données manquantes sont à compléter. |                               |                              |                              | |
| mars 1977                                | mars 1983                     | Max Demol                    | PS                           | Agent CEA Conseiller général de Valensole (1973 → 1985) Suppléant du député André Bellon (1981 → 1986)      |
| mars 1983                                | mars 1989                     | Maurice Chaupin              | UDF                          | Médecin Conseiller général de Valensole (1985 → 1991)                                                       |
| mars 1989                                | mars 2008                     | Max Demol                    | PS puis DVG[réf. nécessaire] | |
| mars 2008                                | En cours (au 19 janvier 2021) | Gérard Aurric,               | UMP-LR,                      | Cadre supérieur 5e vice-président de Durance-Luberon-Verdon Agglomération (2020 → )                         |

### Fiscalité
| Taxe                                        | Part communale | Part intercommunale | Part départementale | Part régionale |
| ------------------------------------------- | -------------- | ------------------- | ------------------- | -------------- |
| Taxe d'habitation                           | 6,90 %         | 0,00 %              | 5,53 %              | 0,00 %         |
| Taxe foncière sur les propriétés bâties     | 16,24 %        | 0,00 %              | 14,49 %             | 2,36 %         |
| Taxe foncière sur les propriétés non bâties | 56,83 %        | 0,00 %              | 47,16 %             | 8,85 %         |
| Taxe professionnelle                        | 17,04 %        | 0,00 %              | 10,80 %             | 3,84 %         |

### Environnement et recyclage
La collecte et traitement des déchets des ménages et déchets assimilés et la protection et mise en valeur de l'environnement se font dans le cadre de la communauté d'agglomération Durance Luberon Verdon.
La commune dispose d'une déchèterie.
Le centre de stockage de déchets ultimes (CSDU 04) est la principale installation de stockage des déchets non-dangereux (ISDND) du département, ; il est ouvert en 2007. On y enfouit environ 65 000 tonnes par an sur les 87 000 tonnes d'ordures collectées auprès des ménages et des entreprises des Alpes-de-Haute-Provence.

### Services publics
Une brigade de gendarmerie de proximité est implantée à Valensole, elle dépend de la brigade de Gréoux-les-Bains.

## Population et société

### Démographie
L'évolution du nombre d'habitants est connue à travers les recensements de la population effectués dans la commune depuis 1765. Pour les communes de moins de 10 000 habitants, une enquête de recensement portant sur toute la population est réalisée tous les cinq ans, les populations de référence des années intermédiaires étant quant à elles estimées par interpolation ou extrapolation. Pour la commune, le premier recensement exhaustif entrant dans le cadre du nouveau dispositif a été réalisé en 2005.

En 2022, la commune comptait 3 151 habitants, en évolution de −1,38 % par rapport à 2016 (Alpes-de-Haute-Provence : +2,84 %, France hors Mayotte : +2,11 %).
| 1765  | 1793  | 1806  | 1821  | 1831  | 1836  | 1841  | 1846  | 1851  |
| ----- | ----- | ----- | ----- | ----- | ----- | ----- | ----- | ----- |
| 3 117 | 3 532 | 3 566 | 3 281 | 3 521 | 3 284 | 3 135 | 3 049 | 3 151 |

| 1856  | 1861  | 1866  | 1872  | 1876  | 1881  | 1886  | 1891  | 1896  |
| ----- | ----- | ----- | ----- | ----- | ----- | ----- | ----- | ----- |
| 3 134 | 3 072 | 3 021 | 3 186 | 3 065 | 3 020 | 2 907 | 2 807 | 2 624 |

| 1901  | 1906  | 1911  | 1921  | 1926  | 1931  | 1936  | 1946  | 1954  |
| ----- | ----- | ----- | ----- | ----- | ----- | ----- | ----- | ----- |
| 2 550 | 2 509 | 2 357 | 1 917 | 1 924 | 1 960 | 1 966 | 1 790 | 1 784 |

| 1962  | 1968  | 1975  | 1982  | 1990  | 1999  | 2005  | 2006  | 2010  |
| ----- | ----- | ----- | ----- | ----- | ----- | ----- | ----- | ----- |
| 1 712 | 1 791 | 1 721 | 1 944 | 2 202 | 2 334 | 2 599 | 2 631 | 3 224 |

| 2015  | 2020  | 2022  | - | - | - | - | - | - |
| ----- | ----- | ----- | - | - | - | - | - | - |
| 3 169 | 3 158 | 3 151 | - | - | - | - | - | - |

L’histoire démographique de Valensole, après la saignée des XIVe et XVe siècles et le long mouvement de croissance jusqu’au début du XIXe siècle, est marquée par une période d’« étale » où la population reste relativement stable à un niveau élevé. Cette période dure de 1806 à 1871. L’exode rural provoque ensuite un mouvement de recul démographique de longue durée, mais plus lentement que dans les autres communes du département. Ce n’est qu’en 1954 que Valensole enregistre la perte de la moitié de sa population maximale historique de 1806. Le mouvement de baisse ne s'interrompt définitivement que dans les années 1970. Depuis, la population a crû très rapidement, pour retrouver son niveau du début du XIXe siècle.
| 1471     |
| -------- |
| 132 feux |

### Enseignement
La commune est dotée de deux écoles, une école maternelle et une école primaire.

### Manifestations culturelles et festivités
Rencontres mondiales du conte qui se tiennent à la Toussaint.

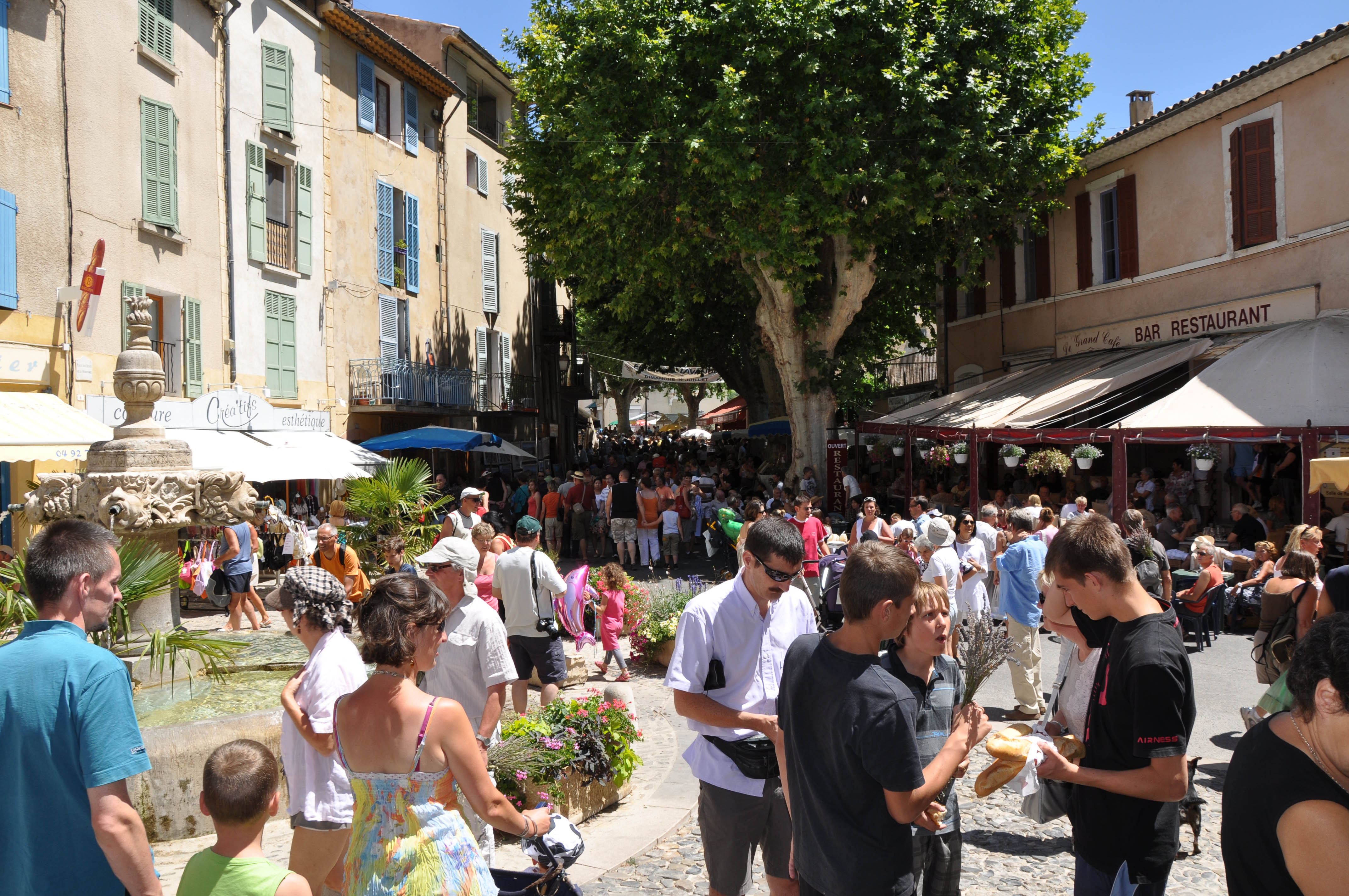
Fête de la lavande sur la place de la Grande Fontaine.
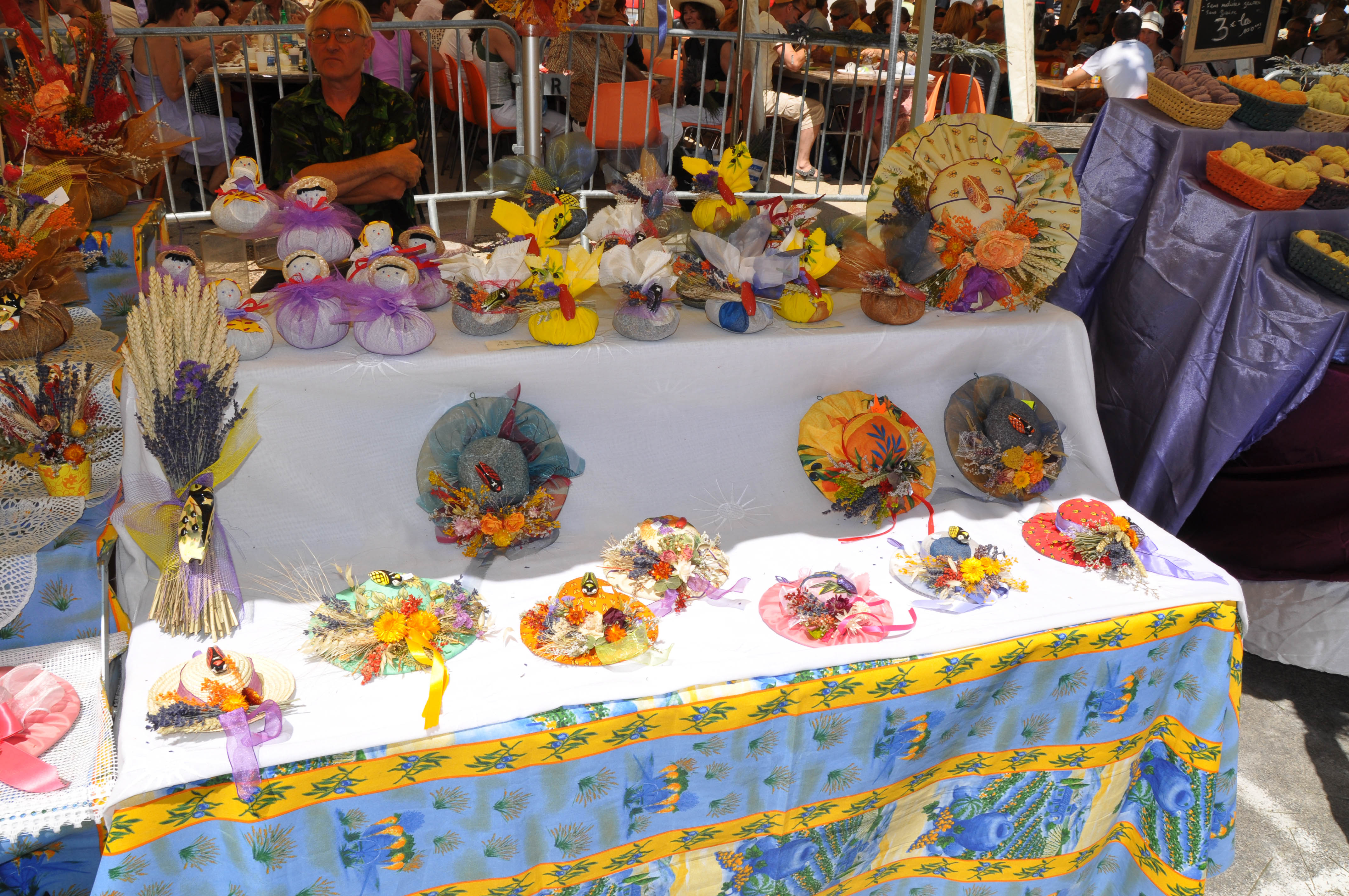
Fleurs séchées sur le marché de la fête de la lavande.
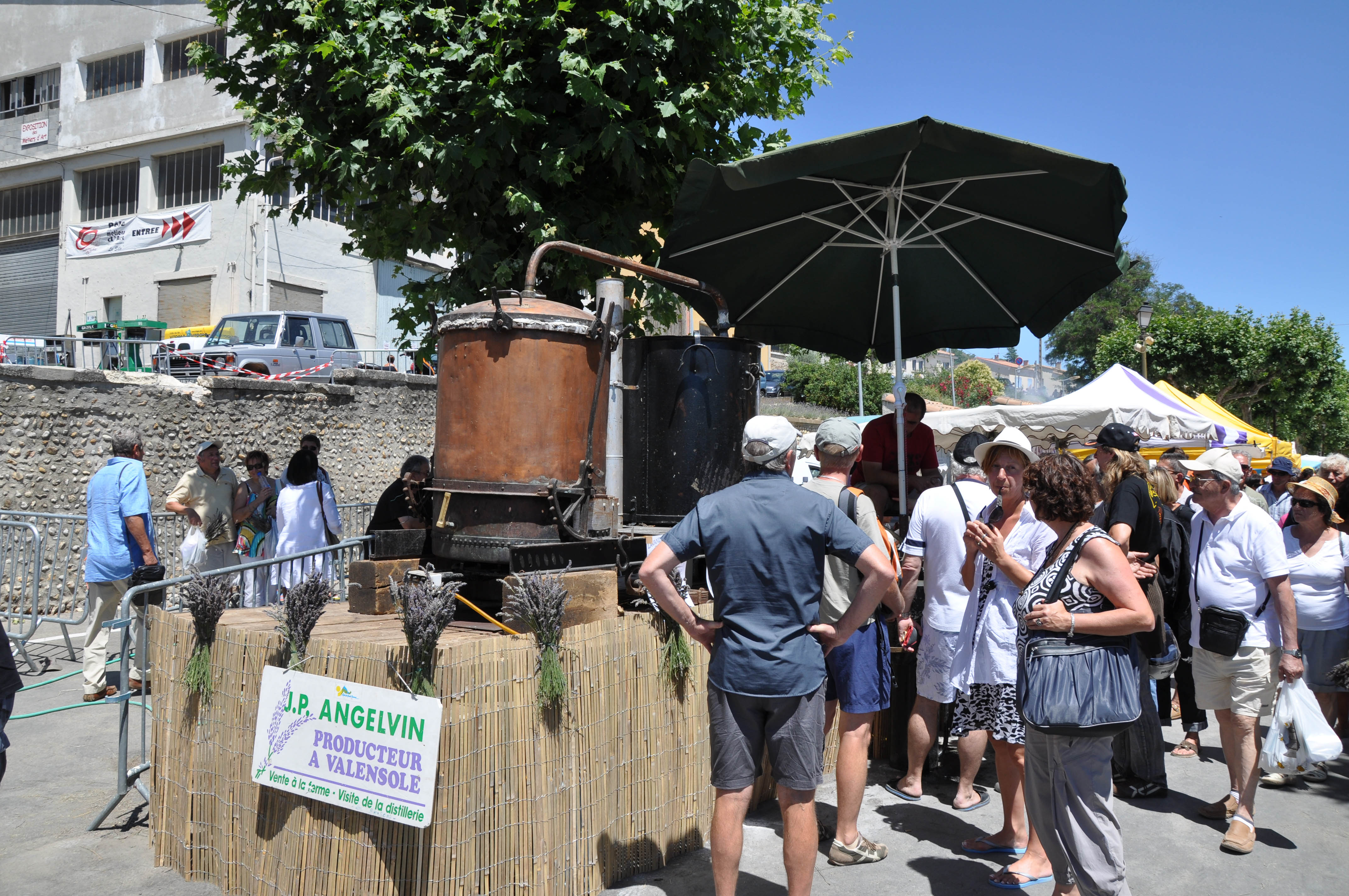
Distillerie de lavande lors de la fête à Valensole.

Fête de la lavande le 3e dimanche de juillet.

### Santé
En plus des services d'urgence (SAMU, pompiers), plusieurs professions de santé sont présentes à Valensole : 2 médecins, 2 cabinets d'infirmiers, 3 kinésithérapeutes, 1 pharmacie et 2 dentistes.

### Sports

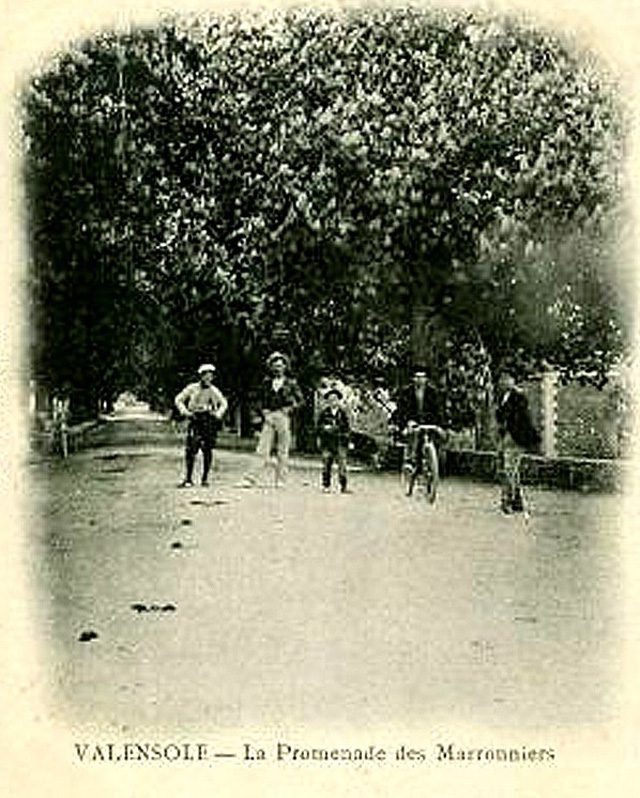
Pétanque à Valensole sur l'allée des Marronniers au début du XXe siècle.

L'Alliance sportive Valensole Gréoux gère une équipe de football commune aux deux villes. Le ski, le tennis et la pétanque ont également leur association à Valensole.
Une piscine municipale est à la disposition des habitants de la commune, près du complexe sportif.

## Économie

### Agriculture
La commune est très étendue, et sur un terroir relativement plat dans un département montagnard. De plus, les rebords du plateau et les versants des vallées qui creusent le plateau offrent des conditions de culture variées complémentaires des parties planes du plateau.
Elle met donc à profit cette situation exceptionnelle avec de nombreuses fermes, cultivant des céréales, de la lavande,, des arbres fruitiers et l'or noir : la truffe.

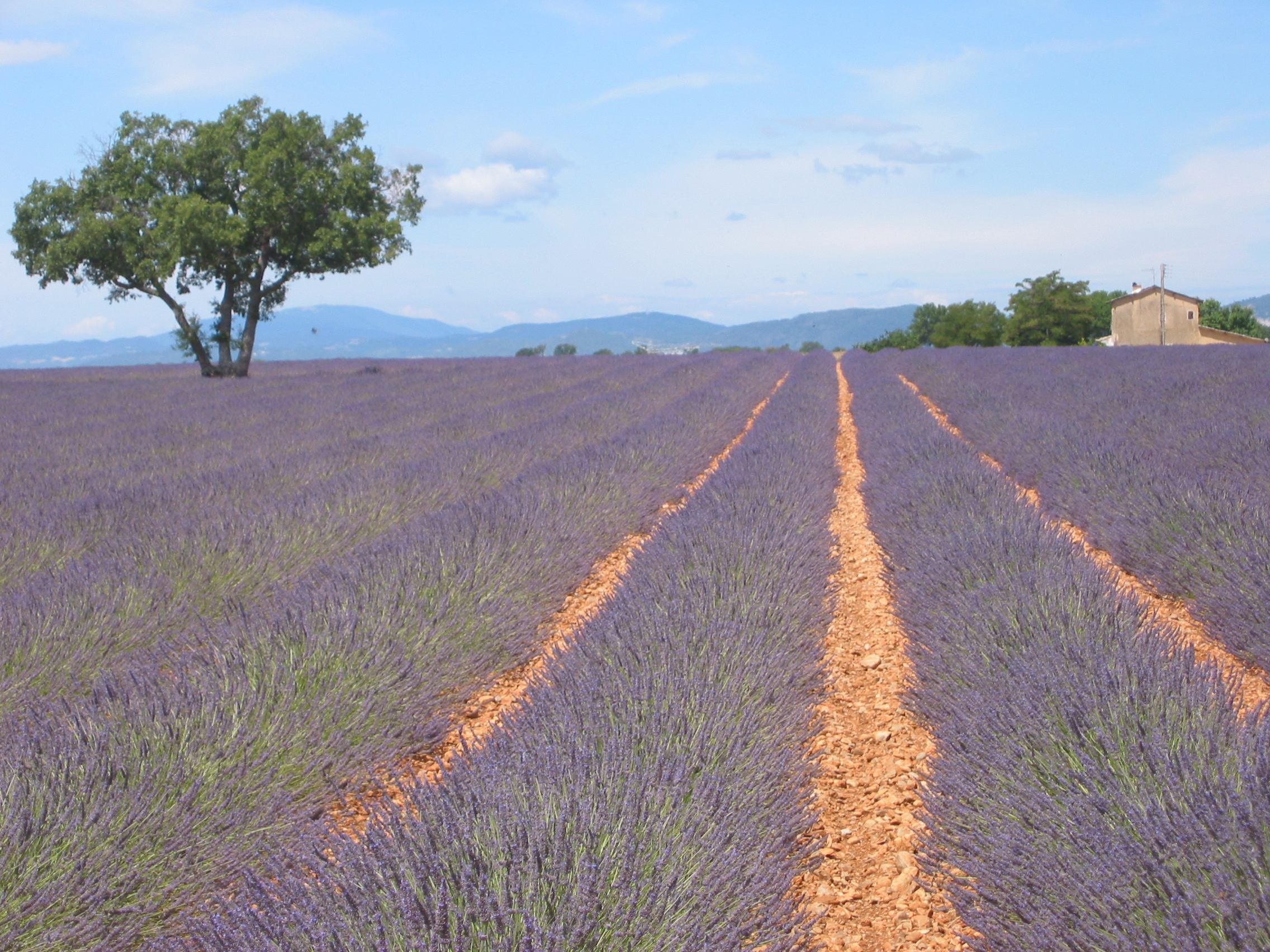
Le plateau de Valensole en juillet : les lavandes en fleurs.
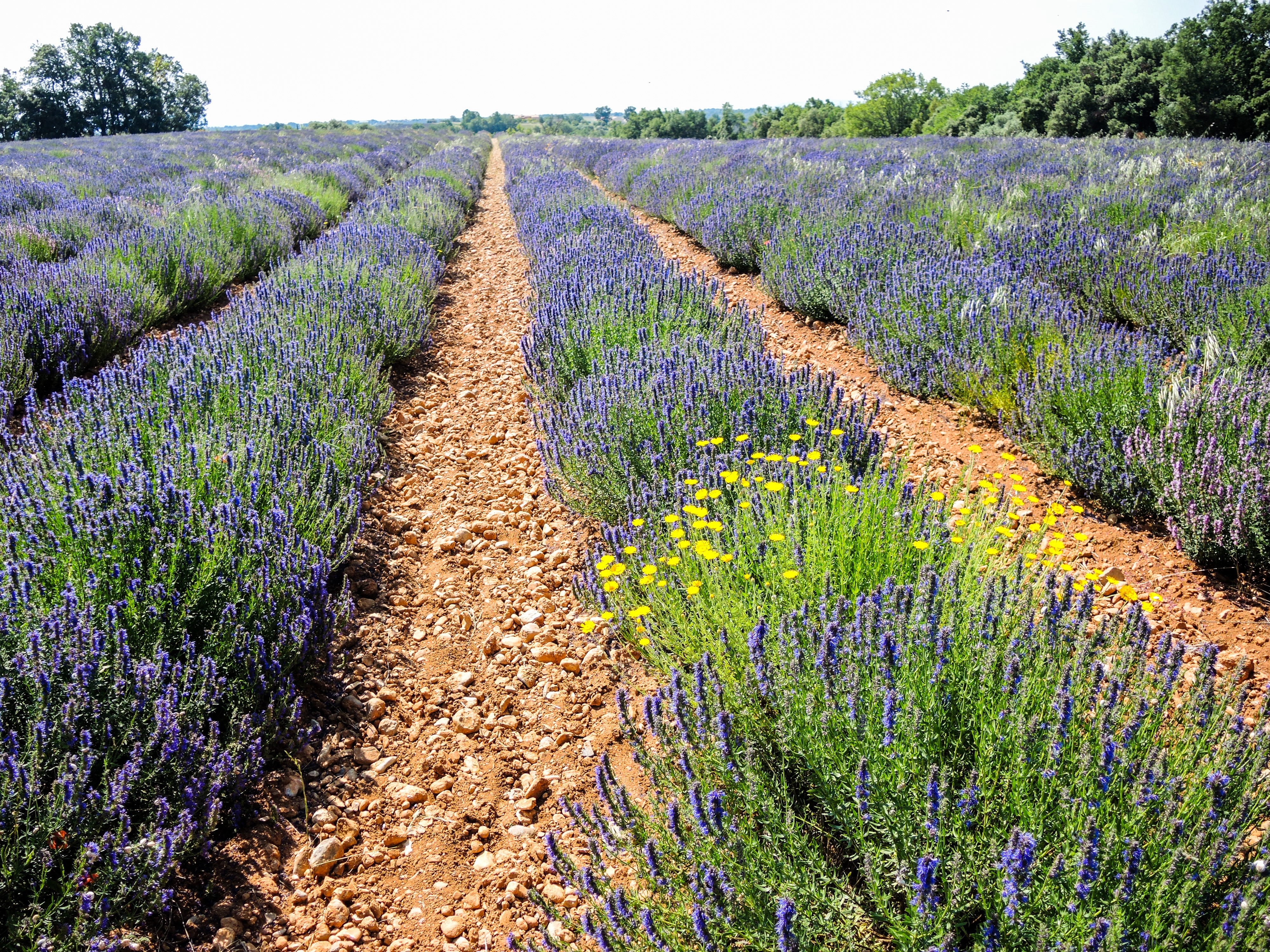
Champ de lavandes.
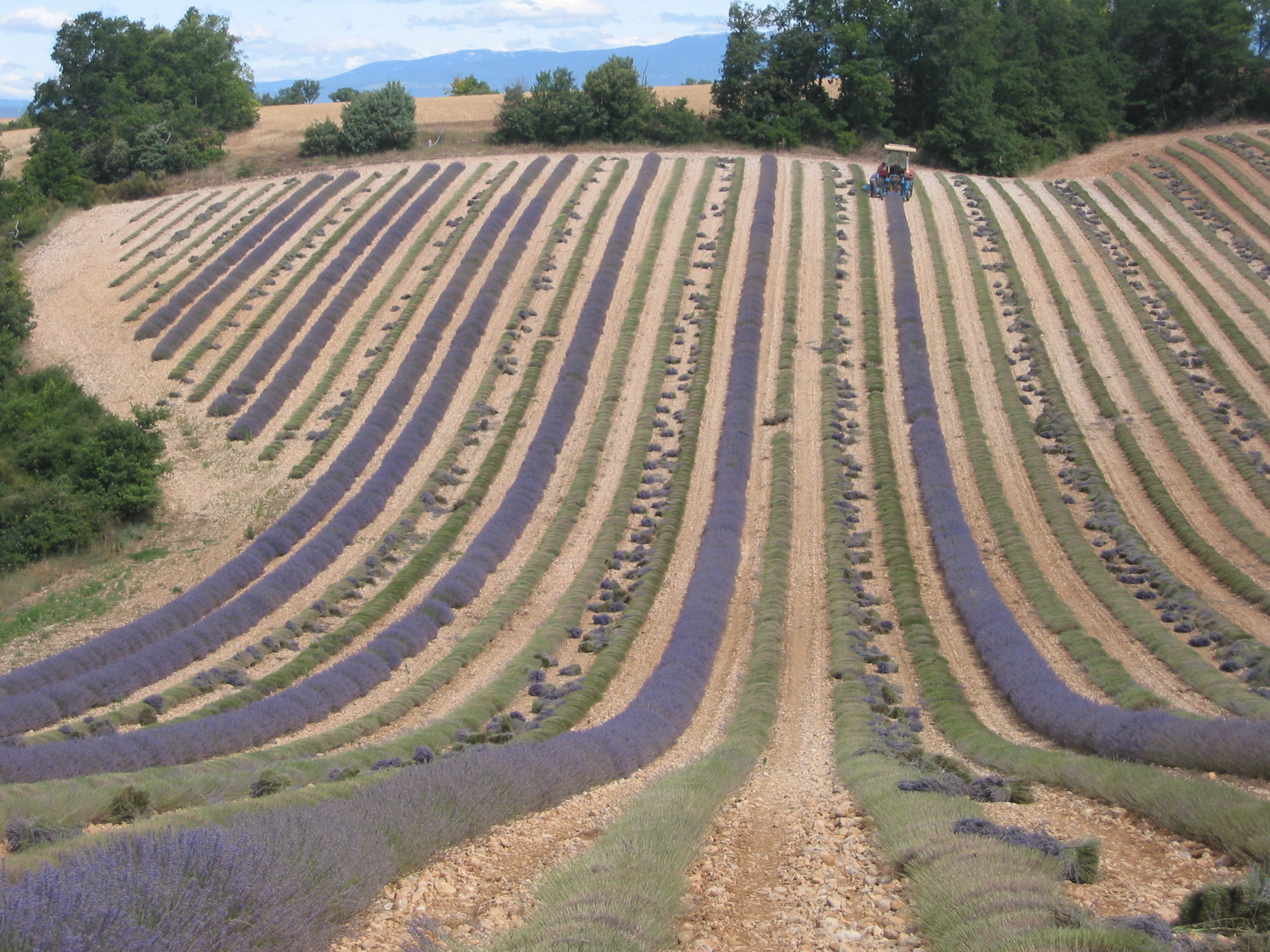
Le plateau de Valensole en juillet : la culture de la lavande.
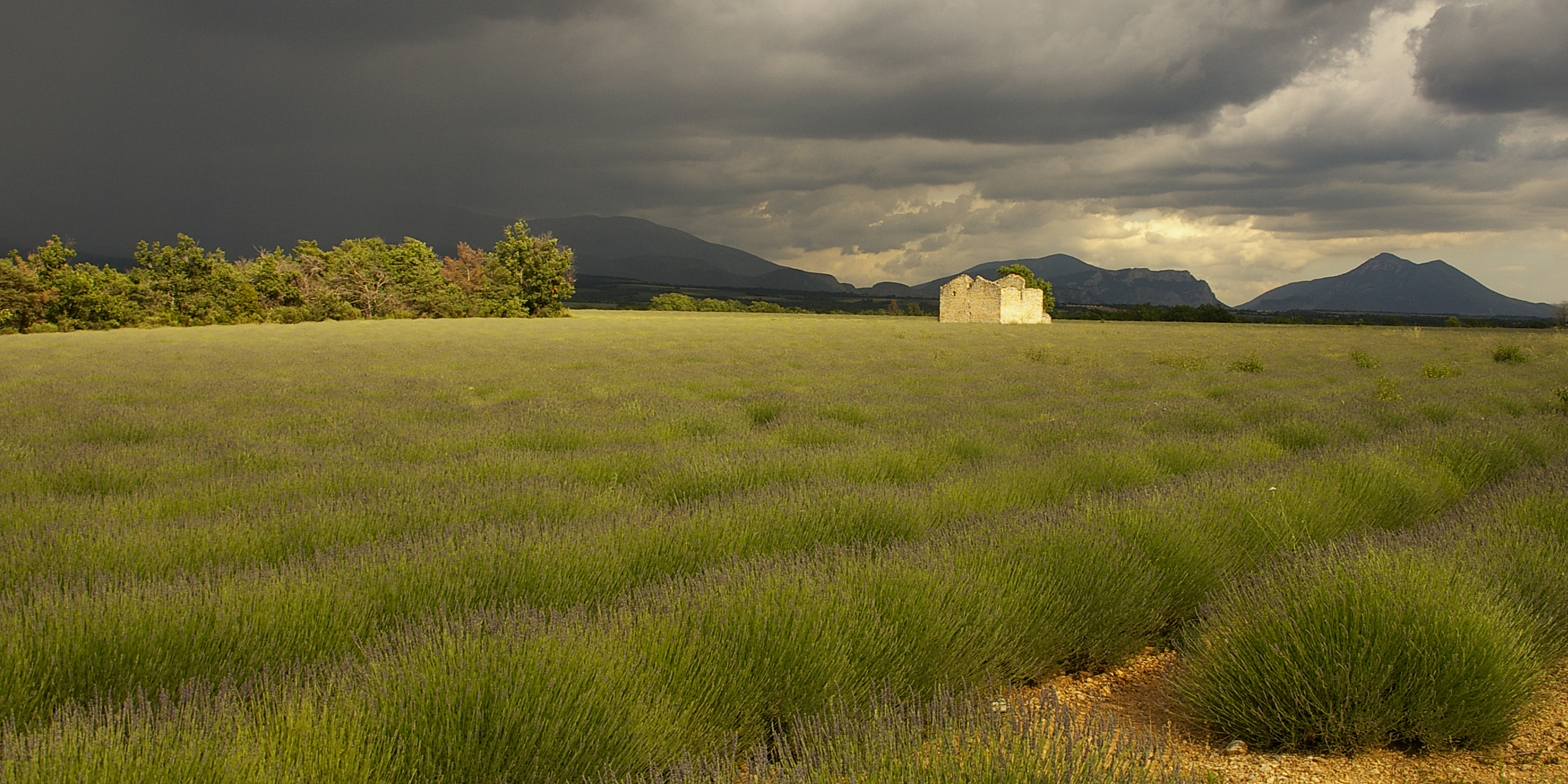
Les lavandes sous un ciel d'orage sur le plateau de Valensole dans le parc naturel régional du Verdon.
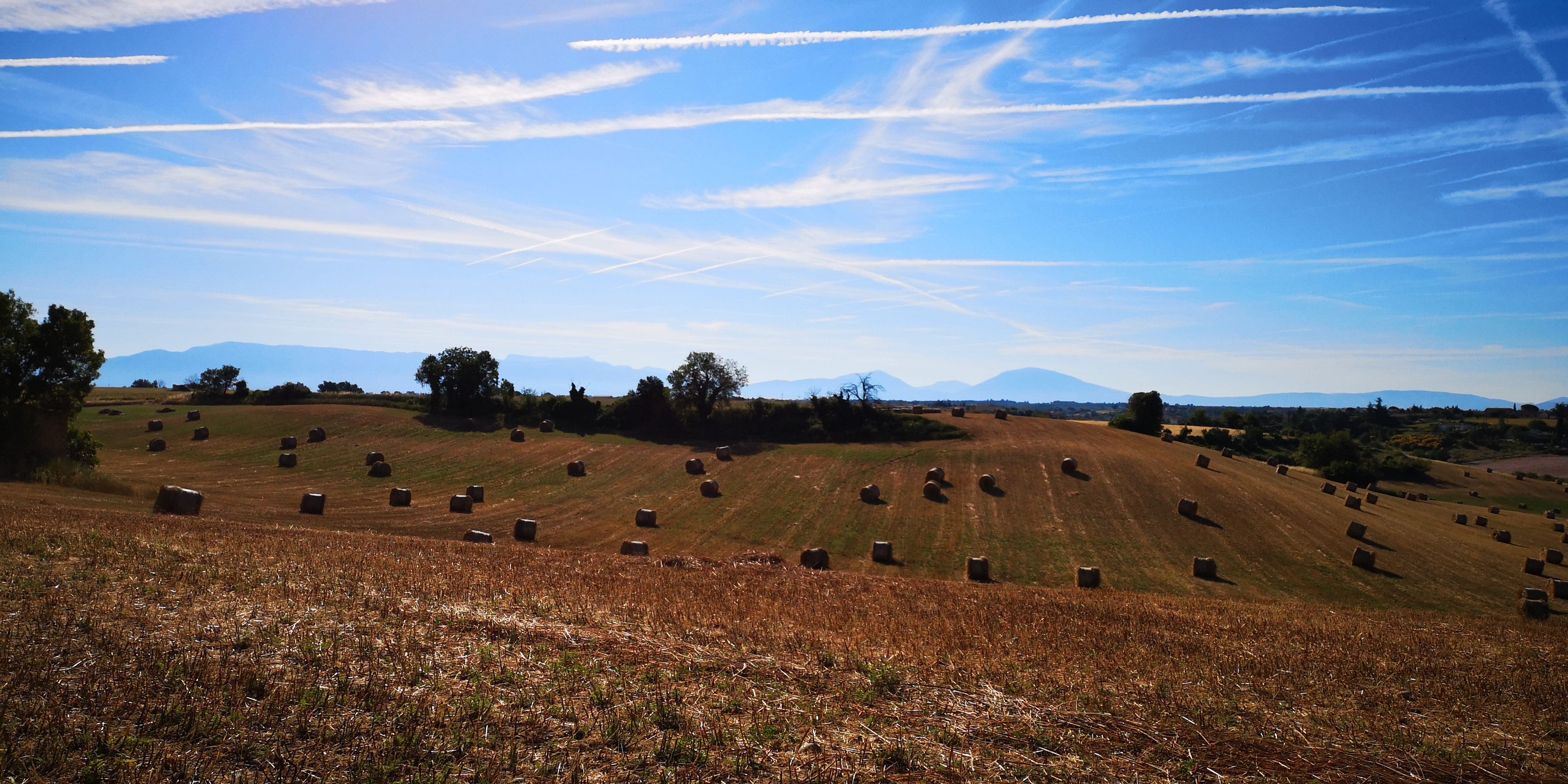
La campagne valensolaise au début de l'été

Il existe deux coopératives
- Coopérative agricole (coopérative céréalière) dite Coopérative de producteurs du Plateau de Valensole[91],
- Coopérative agricole et parfumerie (coopérative de distillation de plantes à parfum) dite Coopérative Le Riou[92].

Huile d'olive de Provence AOC
L'huile d'olive de Provence est protégée par une appellation d'origine contrôlée (AOC) à la suite d'une enquête diligentée par l'INAO, dont les conclusions ont été déposées auprès de la commission le 26 octobre 2006, réunie à Arles. La signature du décret parut au Journal officiel le 14 mars 2007.
Pour pouvoir postuler à l'AOC, l'huile d'olive de Provence doit être élaborée à base des variétés aglandau, bouteillan, cayon, salonenque ainsi que celles dénommées localement brun, cayet, petit ribier et belgentiéroise. Il faut au moins deux de ces variétés principales présentes au sein de l'oliveraie,. La culture de l’olivier est pratiquée dans la commune depuis des siècles, tout en étant limitée à certains versants. Le terroir de la commune se situe en effet à la limite altitudinale de l’arbre, qui ne peut que difficilement être exploité au-delà des 650 mètres : à Valensole, il s’agit des versants bien exposés des vallons entaillant le plateau de Valensole. L’oliveraie de Valensole occupait plusieurs dizaines d’hectares au début du XIXe siècle. Actuellement, elle est encore plus importante, avec 413 ha et 21 000 arbres exploités.Depuis 2005, un moulin à huile d’olive est installé ce qui permet de traiter la production d'olives du plateau de Valensole. Il est possible de visiter le moulin situé route d'Oraison.
La vigne, autre composante de la triade méditerranéenne, est aussi présente anciennement à Valensole. Au début du XIXe siècle, la commune était un important terroir spéculatif pour la vigne (au-dessus de 300 ha plantés), dont la production était vendue assez loin. Les surfaces, la qualité et la quantité produites déclinent au XXe siècle, avec 125 ha seulement et une taille de parcelle moyenne inférieure à 40 ares. Actuellement, les surfaces de vigne sont minimes, de l’ordre du symbolique.

### Industrie et artisanat
Quelques entreprises sont installées sur la commune, notamment dans le secteur du bois : 1 exploitation forestière et 2 menuisiers ébénistes. Deux potiers proposent également leurs produits.
L’industrie agro-alimentaire est représentée par :
- la Conserverie Richaud (1967), qui emploie 5 salariés[99],[100] ;
- Apior, agro-alimentaire du miel, avec 10 salariés[101] ;
- et Les Épicuriens de Haute-Provence, conserverie, confiturier, 8 salariés[102].

Une carrière est exploitée par Perasso au lieu-dit les Grandes-Marques, et transforme le poudingue en granulats.

### Activités de services
L’importance de la production de miel permet encore l’existence de Nevière, négociant spécialisé dans le matériel apicole, qui bénéficie de son implantation au cœur d’un plateau gros producteur de miel. Il emploie 15 salariés. Garcin Frères, négociant agricole, emploie 14 salariés.
L'activité touristique de Valensole est développée, notamment autour d'un environnement exceptionnel. De nombreux tracés de randonnées pédestres sont proposés. Les activités nautiques, avec la proximité de la Durance et du Verdon, sont à disposition des touristes. Un hôtel, 3 campings (dont un naturiste) et plusieurs gites ruraux sont présents sur la commune.

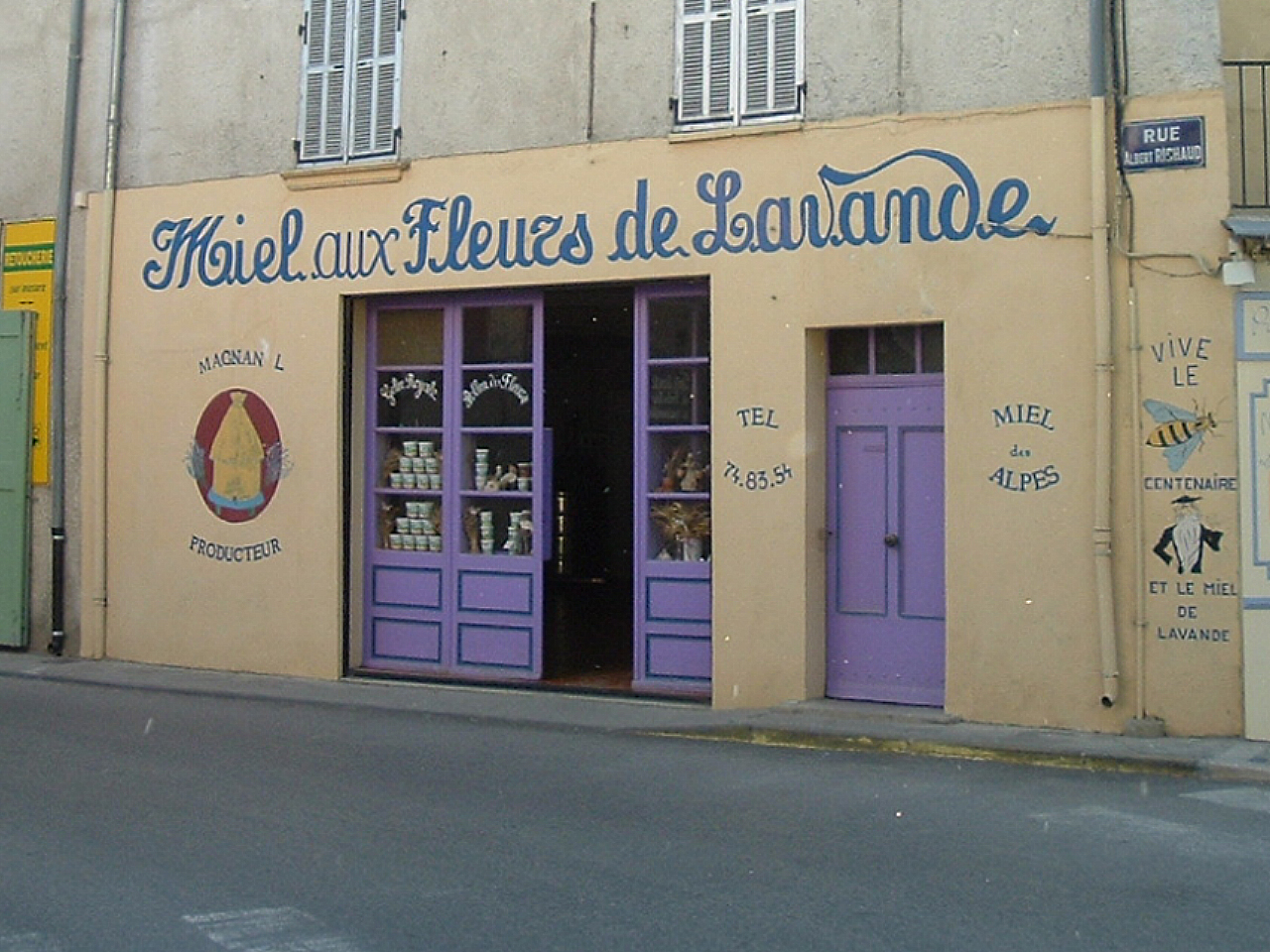
Boutique d'apiculteur

Les commerces de proximité sont bien représentés, avec boucherie, boulangerie, cave à vin, restaurant, bar et pizzeria, ainsi qu'une supérette. D'autres services comme coiffeurs et produits du terroir sont également présents.

## Culture locale et patrimoine

### Lieux et monuments
Une association de Valensole, "Les Drailles de Saint Mayeul", a pour objectif la sauvegarde du patrimoine local.

#### Sites
Deux jardins classés se trouvent à Valensole, le Clos de Villeneuve, bastide dont les jardins possèdent le label jardin remarquable, ainsi que le château du Grand Jardin.

#### Architecture civile et militaire
|  |  |

Le château de Bars, construit en 1627, est disposé autour d’une tour ronde centrale.
À Villedieu, se trouvent:
- un ancien relais de poste[108]
- La chapelle Sainte-Madeleine, proche de Villedieu, est simple et rustique : nef plafonnée, abside en cul-de-four ; un portail sud existait (bouché) ; la façade occidentale est percée d’une petite baie. L’ensemble date du XIe siècle[109]
- L'ancien château de Villedieu, restauré au XXe siècle, ancienne résidence de la famille seigneuriale de Salve de Villedieu.

Valensole compte plusieurs maisons à encorbellement, dont certaines du XVIIIe siècle et d’autres plus anciennes. La fontaine de la place Thiers porte la date de 1734 (mais la DRAC la date du siècle précédent) : elle comporte un bassin circulaire et un pilier central, qui porte les quatre rostres fournissant l’eau, l’ensemble étant classé monument historique,. Le lavoir est assez imposant, avec cinq bassins, et daterait de 1681. Sur la façade d’une maison privée de la place des Héros de la Résistance, un cadran solaire blanc et sans légende date de 1903.
Les monuments commémoratifs,.

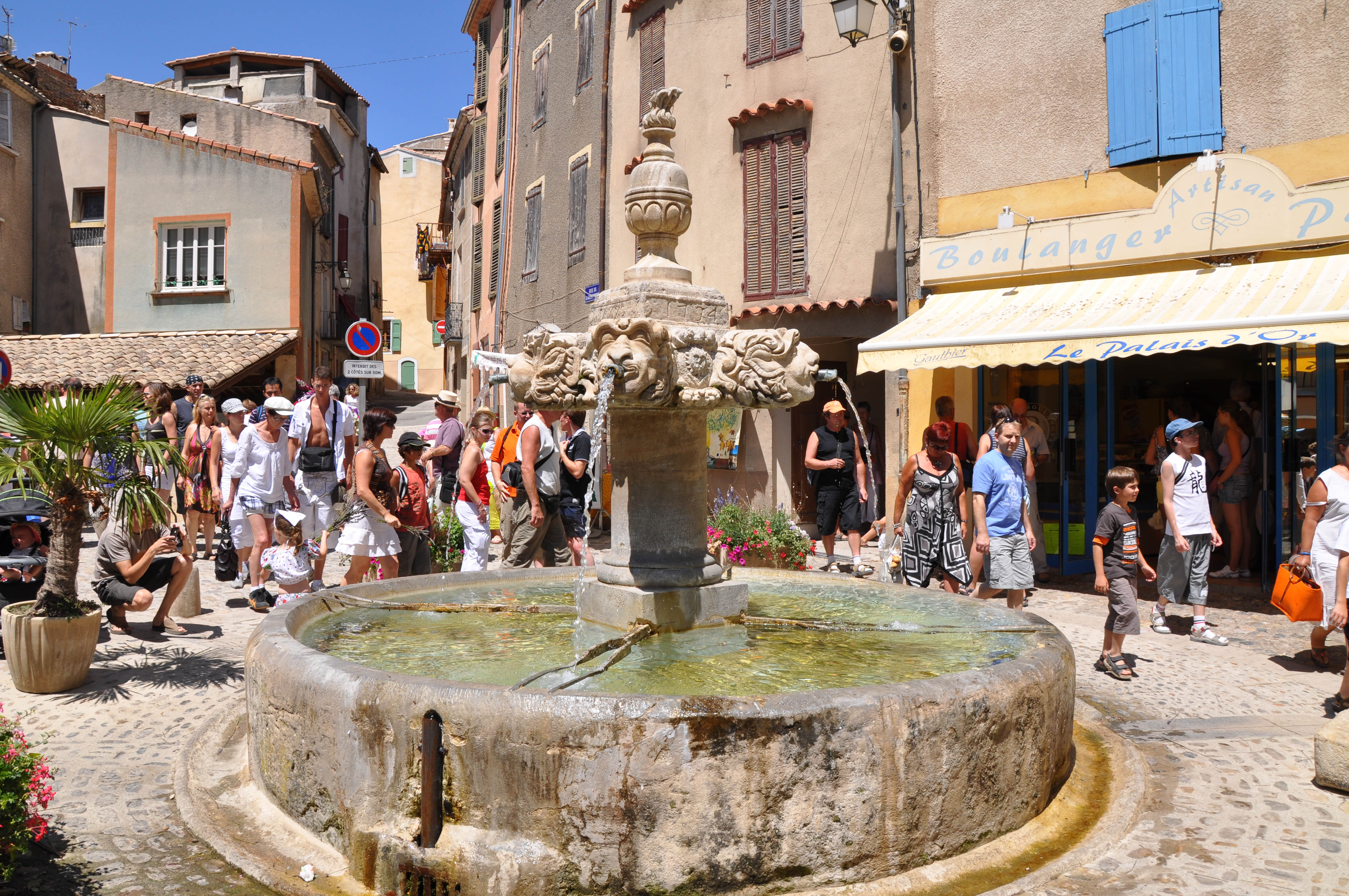
La Grande Fontaine et son bassin
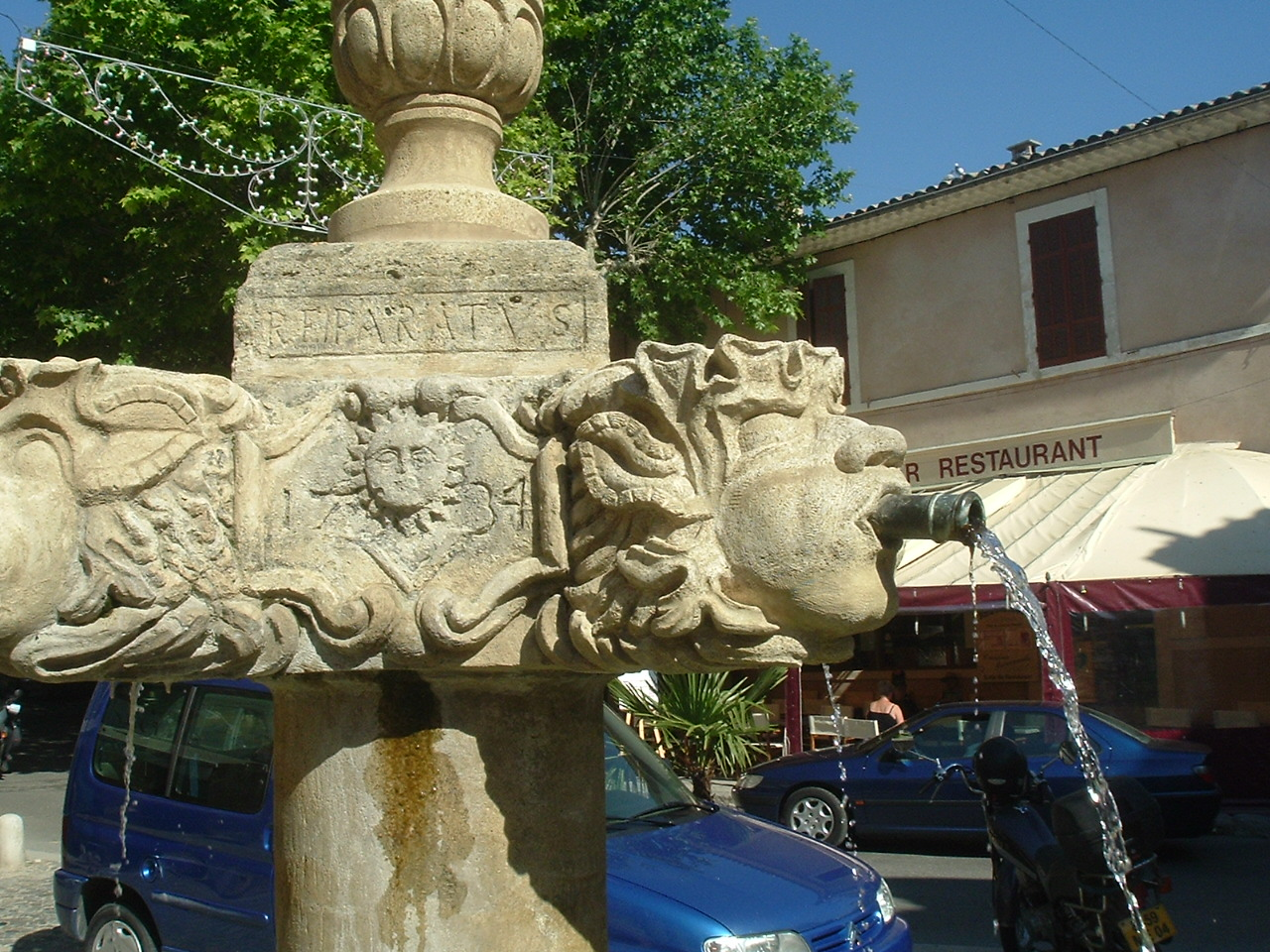
Les rostres de la Grande Fontaine
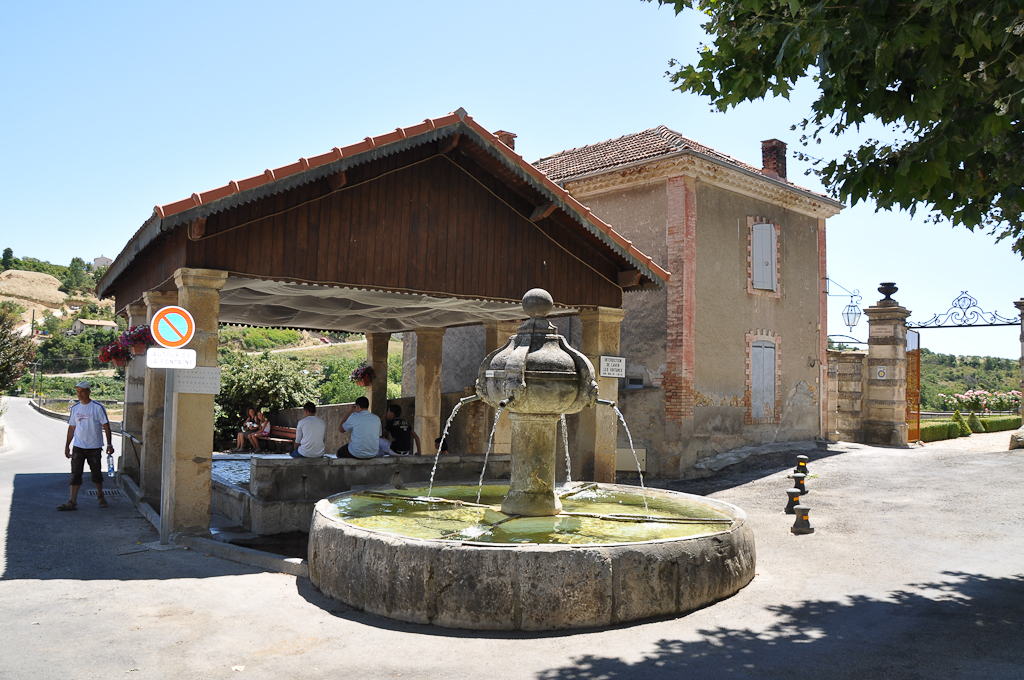
Le lavoir et sa fontaine

#### Patrimoine religieux

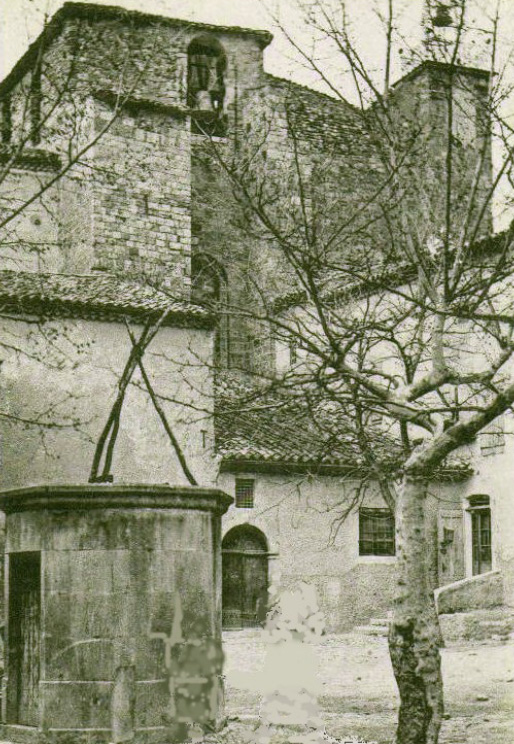
Cour du doyenné et clocher de l'église

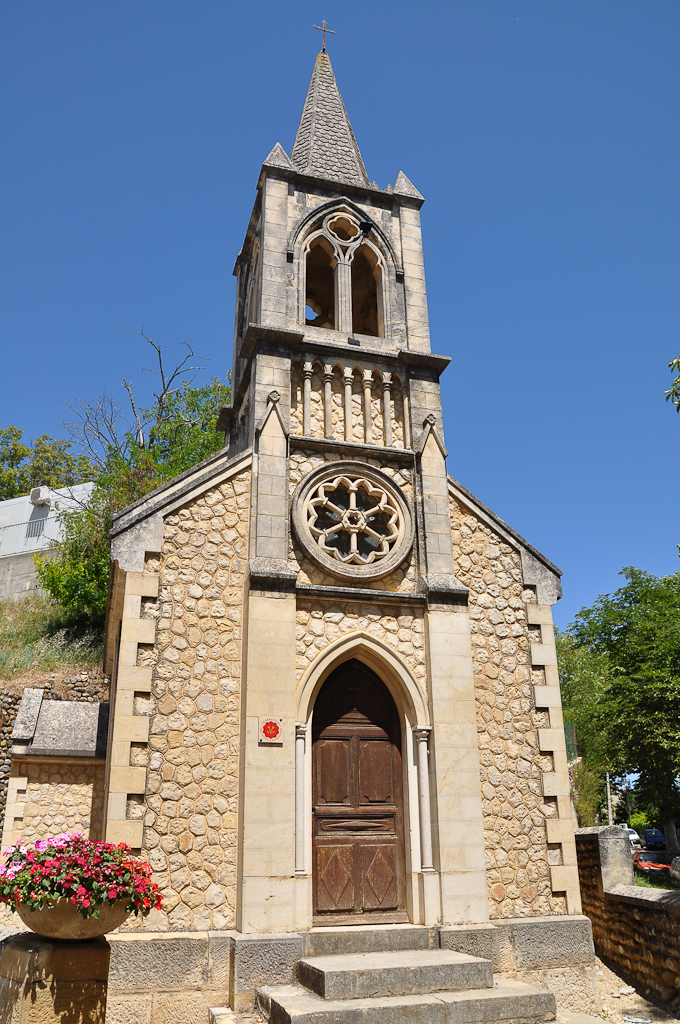
Chapelle du Tholonet à Valensole

L’église paroissiale Saint-Blaise, ancien prieuré de l’abbaye de Cluny fondé par saint Maïeul, domine le village. La nef, reconstruite en 1789-1790, forme une croix latine, et est comprise entre une façade occidentale romane et un chœur vaste et remarquable par son architecture gothique du XIVe siècle (selon Raymond Collier) ou des XIe et XIIIe siècles selon les Monuments historiques. Les deux travées du chœur sont voûtées d’ogives. Des colonnes et colonnettes encastrées dans les murs, avec des chapiteaux ornés de feuilles d'acanthe et de figures fantastiques, soutiennent les arcs et les croisillons de la voûte. Les bas-côtés sont ajoutés au XIVe siècle, des chapelles à la fin du XVIe et au début du XVIIe. Le clocher est construit au-dessus du chœur. Elle possédait un cloître, qui a disparu mais dont on retrouve les traces dans les maisons avoisinantes. L’ensemble du bâtiment est inscrit avec la cour qui avoisine. Elle possède, dans son mobilier, 48 stalles du XVIe siècle ; la clôture des fonts baptismaux, qui est l’ancien jubé, haut de 2,4 m, date des environs de 1600, et a été classé monument historique au titre objet,. La bénédiction et inauguration du nouvel orgue de Valensole est intervenue le 28 août 2012.
La chapelle Saint-Mayeul, située au village, construite en 1743, est plafonnée. La tour du clocher est construite sur la façade occidentale.
L’église Sainte-Madeleine au Bars date, dans son état actuel, du XVIIe siècle. L’autre église Sainte-Madeleine, proche de Villedieu, actuellement au rang de chapelle, date du XIe siècle et est citée comme un beau bâtiment.
La petite chapelle de la Trinité (9,3 mètres sur 4), dans le ravin de la Forge près de Saint-Grégoire, date de 1631.
La chapelle Saint-Bonaventure du hameau des Maragonels (près de la Combe, à l’ouest du village), la chapelle Saint-Laurent des Villards, la chapelle Saint-Jean au sud-est de Valensole, la chapelle Notre-Dame des Blaches ou d’Aubanet entre les fermes de la Moutonne et de Lamary, sont toutes dans un état de ruines plus ou moins avancées.
La chapelle Saint-Anne fait partie des édifices prophylactiques, destinés à protéger le village. Édifiée au nord du village, elle est aujourd'hui convertie en maisons d'habitation. Il en existe cinq autres (Notre-Dame-des-Anges, Saint-Claude, Saint-Pierre, Saint-Roch, Saint-Barthélemy).
La porte ogivale  de la rue de la juiverie, vestige du quartier juif jusqu’au XVIe siècle.

### Personnalités liées à la commune

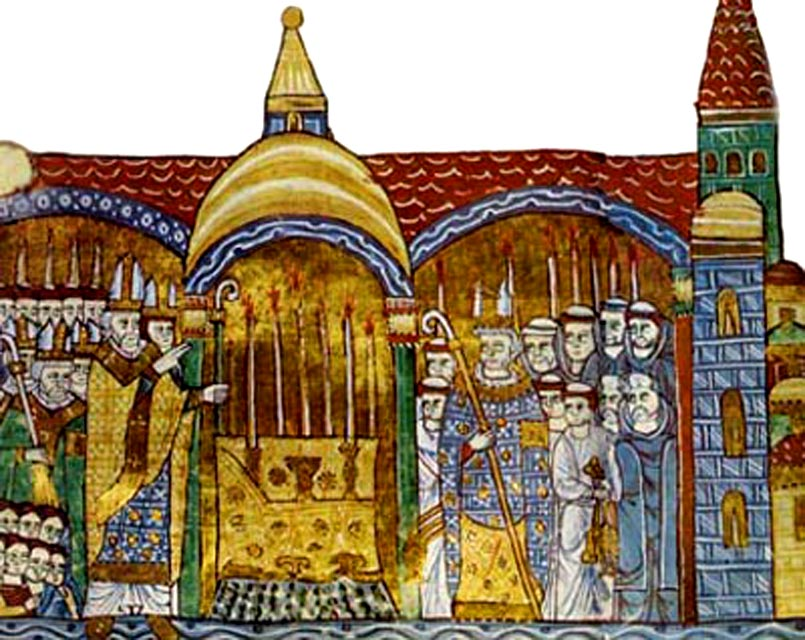
Dom Mayeul, abbé de Cluny, reçoit les dignitaires de l'Église qui le bénissent.

- Dom Mayeul de Cluny, né en 910 à Valensole.
- Honoré Chaurand (1617-1697), né à Valensole, missionnaire jésuite, fonda 126 hôpitaux pour les pauvres.
- Jacques Robert (1671-?), docteur en médecine, se signala pendant la peste de 1720 à Marseille, et concourut à la publication d'observations sur la peste.
- Joseph Renouard (1675-?), de la congrégation de l'Oratoire, se fit un nom dans l'enseignement des belles-lettres, mourut à Aix, en 1754, laissant quelques manuscrits précieux.
- Louis-Mayeul Chaudon (1737-1817), biographe auteur du Nouveau dictionnaire historique.
- Esprit Joseph Chaudon (1738-1800), son frère, bibliographe et homme de lettres ;
- François-Melchior Chaudon (1739-ap. 1805), leur frère, biographe ;
- Joseph Giraud, ancien curé de Valensole, consacra les loisirs de sa vieillesse à la composition d'une Vie de saint Mayeul, imprimé à Avignon en 1821.
- Gaspard Jean-Baptiste Brunet (1734-1793), général de la Révolution française.
- Pierre Charles Silvestre de Villeneuve (1763-1806), vice-amiral, se distingua à la bataille d'Aboukir et commanda la flotte franco-espagnole lors de la bataille de Trafalgar.

### Dans la culture populaire
Le film Valensole 1965, évoque la rencontre de Valensole.

### Héraldique
| Blason de Valensole | Blason  | D'azur à la lettre V capitale d'or surmontée d'un soleil du même,. |
| Blason de Valensole | Détails | Armes parlantes. Valensole, Vallis Solis en latin, « la vallée du soleil » et la lettre V capitale, initiale du nom de la ville. Le statut officiel du blason reste à déterminer. |